# Marrocos
Marrocos (em árabe: المغرب; romaniz.: al-Maġrib; em berbere: Amerruk / Murakuc; em francês:  Maroc [ma.ʁɔk]), oficialmente Reino de Marrocos (em árabe: المملكة المغربية; romaniz.: al-Mamlakah al-Maġribiyya; em tifinague: ⵜⴰⴳⵍⴷⵉⵜ ⵏ ⵓⵎⵔⵔⵓⴽ; romaniz.: Tageldit n Umerruk; em francês:  Royaume du Maroc), é um país soberano localizado na região do Magrebe, no norte da África. Geograficamente, Marrocos é caracterizado por um interior montanhoso acidentado, grandes extensões de deserto e um longo litoral ao longo do oceano Atlântico e do mar Mediterrâneo.
Marrocos tem uma população de mais de 33,8 milhões de pessoas e uma área de 446 550 km2. Sua capital é Rabate e a maior cidade é Casablanca. Um poder regional historicamente proeminente, Marrocos tem uma história da independência não compartilhada por seus vizinhos. Desde a fundação do primeiro Estado marroquino por Idris I em 788, o país foi governado por uma série de dinastias independentes, atingindo o seu zênite sob as dinastias almorávida e almóada, abrangendo partes da Península Ibérica e noroeste da África. As dinastias Merínida e Saadiana continuaram a luta contra a dominação estrangeira e Marrocos continuou a ser o único país do Norte da África a evitar a ocupação pelo Império Otomano. A dinastia Alauita, reinante atualmente, tomou o poder em 1666. Em 1912, Marrocos foi dividido em protetorados franceses e espanhóis, com uma zona internacional em Tânger, tendo recuperado a sua independência em 1956.
Marrocos é uma monarquia constitucional com um parlamento eleito. O Rei de Marrocos tem vastos poderes executivos e legislativos, especialmente sobre os militares, a política externa e os assuntos religiosos. O poder executivo é exercido pelo governo, enquanto o poder legislativo é investido tanto no governo como nas duas câmaras do parlamento, a Assembleia de Representantes e a Assembleia de Conselheiros. O rei pode emitir decretos chamados dahirs que têm força de lei. Ele também pode dissolver o parlamento depois de consultar o primeiro-ministro e o presidente do Tribunal Constitucional.
A cultura marroquina é uma mistura de árabes, berberes nativos, africano subsaariano e influências europeias. A religião predominante é o islã e as línguas oficiais são o árabe e tamazigue. O dialeto árabe marroquino, referido como Darija, e o francês também são falados extensamente. Marrocos é membro da Liga Árabe, da União para o Mediterrâneo e da União Africana. Tem a quinta maior economia do continente africano. O país reivindica o território do Saara Ocidental como suas províncias do sul. Em 1975, o país anexou o território, levando a uma guerra de guerrilha com as forças nativas até um cessar-fogo em 1991. Processos de paz até agora não conseguiram quebrar este impasse político.

## Etimologia
A palavra Marrocos deriva do nome da cidade de Marraquexe, que foi sua capital durante a dinastia almorávida e o Califado Almóada. A origem do nome Marraquexe é contestada, mas provavelmente vem das palavras berbere amur (n) akush ( ⴰⵎⵓⵔ ⵏ ⴰⴽⵓⵛ ), que significa "Terra de Deus". O nome berbere moderno para Marraquexe é "Mṛṛakc" (na escrita berbere latina). Em turco, o Marrocos é conhecido como Fas, um nome derivado de sua antiga capital, Fez. No entanto, em outras partes do mundo islâmico, por exemplo na literatura árabe egípcia e do Oriente Médio, antes de meados do século XX, o nome comumente usado para se referir ao Marrocos era Marraquexe (مراكش).

## História

### Pré-história e Antiguidade

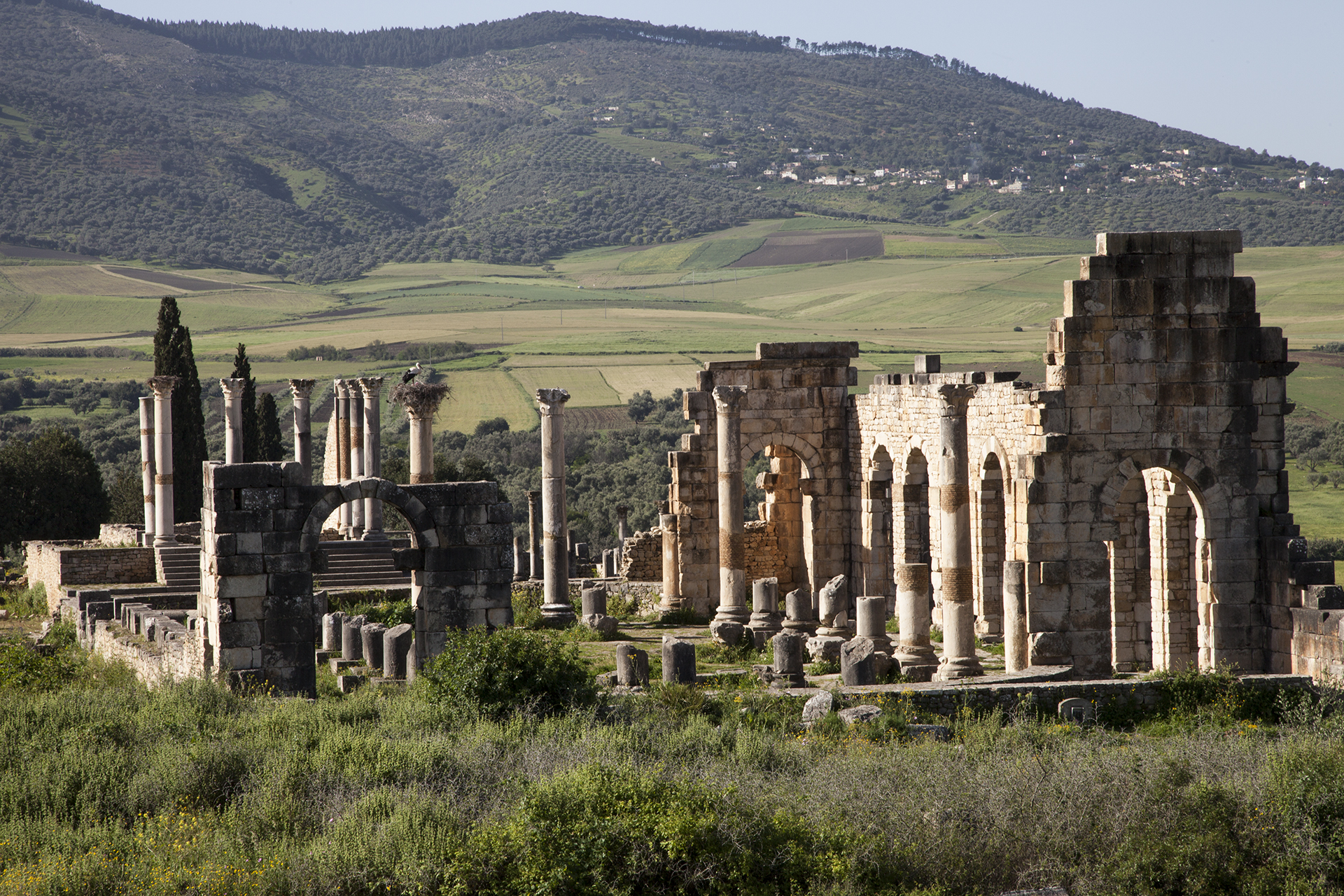
Ruínas da antiga cidade romana de Volubilis

O mais antigo fóssil humano foi encontrado em 1960 no Jebel Irhoud, no interior do país e em 2017 foi datado em 300 mil anos. Durante o Paleolítico Superior, o Magrebe era mais fértil do que é hoje, assemelhando-se a uma savana mais do que à paisagem árida atual. Cerca de 22 mil anos atrás, a cultura ateriana foi sucedida pela ibero-maurisiana, que compartilhava semelhanças com culturas ibéricas. Foram sugeridas semelhanças esqueléticas entre os aterros ibero-maurisianos dos "Mechta-Afalou" e os restos europeus de Cro-Magnon. A cultura ibero-maurisiana foi sucedida pela cultura do Vaso Campaniforme. Estudos de DNA mitocondrial descobriram uma estreita ligação entre os berberes e os lapões da Escandinávia. Isto sustenta as teorias de que a área de refúgio franco-cántabra do sudoeste da Europa era a fonte de expansões glaciais de caçadores-coletores que repovoaram o norte da Europa após a última era glacial.
O Norte da África e Marrocos foram lentamente atraídos para o mundo mediterrânico emergente pelos fenícios, que estabeleceram colônias comerciais e assentamentos no início do período clássico. Houve assentamentos fenícios consideráveis em Chelá, Lixo e Essaouira, que era uma colônia fenícia já no início do século VI a.C.
Marrocos tornou-se mais tarde um reino da civilização cartaginesa como parte de seu império. O primeiro Estado marroquino independente conhecido foi o reino berbere da Mauritânia sob o rei Baga. Este reino antigo (a não ser confundido com o país atual de Mauritânia) data de pelo menos 225 a.C. A Mauritânia transformou-se um reino cliente do Império Romano em 33 a.C. O imperador Cláudio anexou a Mauritânia diretamente como uma província romana em 44 d.C., sob um governador imperial, o procurador imperial (aprocurator Augusti) ou um legado augusto propretor (legatus Augusti pro praetore). Durante a Crise do Terceiro Século, partes da Mauritânia foram reconquistadas por tribos berberes. O regime romano direto ficou confinado a algumas cidades costeiras (como Septum (Ceuta) na Mauritânia Tingitana e Cherchell na Mauritânia Cesariense) no final do século III.[carece de fontes?]

### Conquista islâmica e dinastias berberes

Califado Almóada em sua extensão máxima

A conquista muçulmana do Magrebe, que começou em meados do século VII, foi concluída no início do século seguinte. Ela trouxe a língua árabe e o Islã para a área. Embora parte do maior Império Islâmico, Marrocos foi inicialmente organizado como uma província subsidiária de Ifríquia, com os governadores locais nomeados pelo governador muçulmano em Cairuão. As tribos indígenas berberes adotaram o Islã, mas mantiveram suas leis tradicionais. Elas também pagavam impostos e tributos à nova administração muçulmana.
A partir do século XI surgiu uma série de poderosas dinastias berberes. Sob a dinastia almorávida e a dinastia almóada, Marrocos dominou o Magrebe, grande parte da atual Espanha e Portugal, além da região do Mediterrâneo Ocidental. A partir do século XIII o país viu uma migração maciça de tribos árabes Banu Hilal. Nos séculos XIII e XVI os merínidas tomaram o poder em Marrocos e esforçaram-se para replicar os sucessos dos almóadas através de campanhas militares na Argélia e Espanha. Eles foram seguidos pelos oatácidas. No século XV, a Reconquista acabou com o regime muçulmano no centro e sul da Espanha e muitos muçulmanos e judeus fugiram para Marrocos.

#### Conquista portuguesa

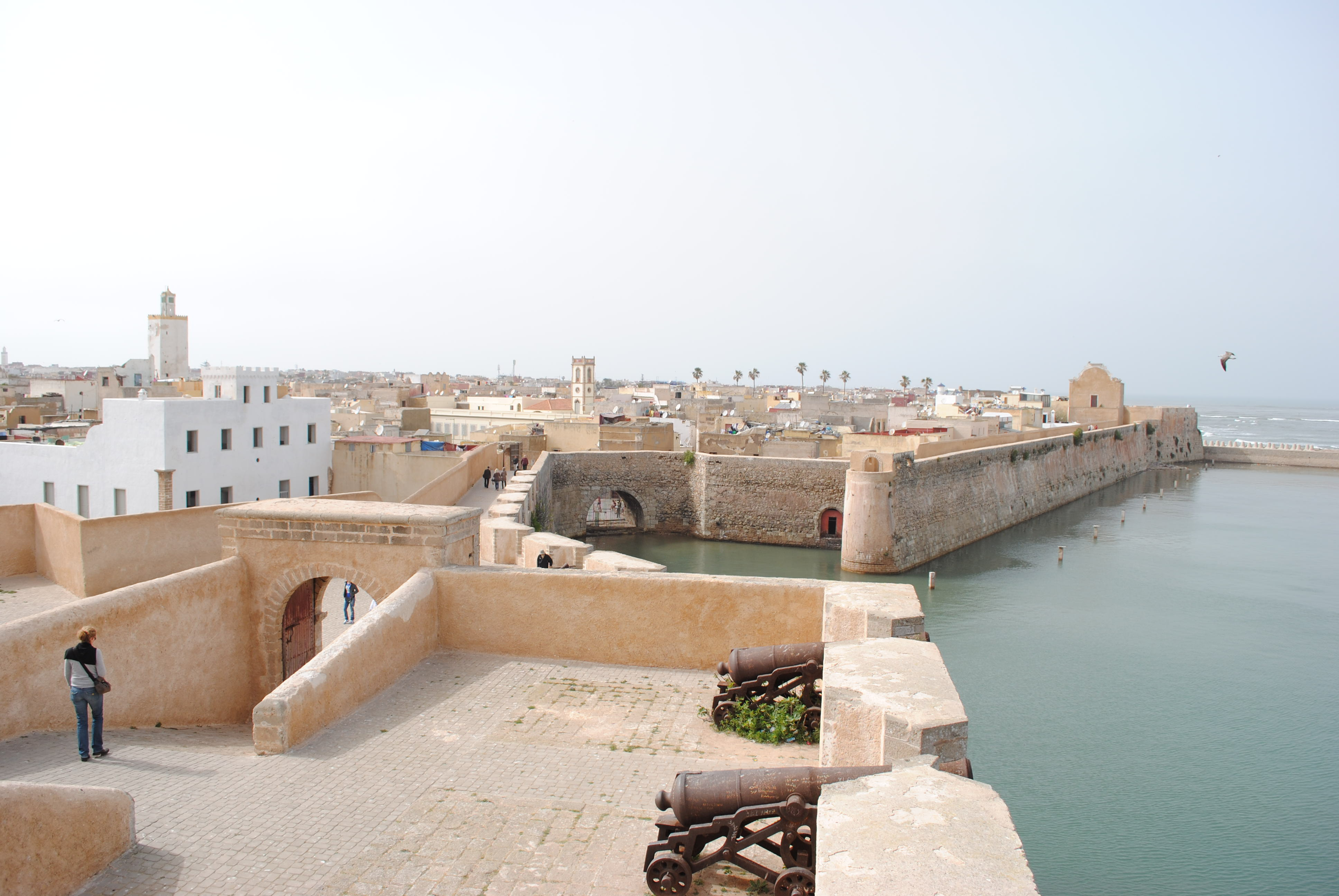
Cidadela Portuguesa de Mazagão, em

Em 1415, Portugal virou os olhos para a África e empreendeu a conquista de Ceuta e, no século seguinte, a maior parte do litoral marroquino estava nas mãos de portugueses e espanhóis. Ceuta continua sob soberania espanhola até hoje. Em 1472, os sultões de Fez perderam todos os seus territórios estratégicos e já não tinham o controle do Estreito de Gibraltar. Os portugueses apoderaram-se de Tânger em 1471, que quase dois séculos mais tarde (1661) cederam à Inglaterra como dote da rainha Catarina de Bragança a seu marido Carlos II de Inglaterra. Durante o governo português (1471–1661), Tânger foi a capital do Algarve, em África, porque existiram dois Algarves, o da Europa e o de África, tanto um como outro considerados territórios pessoais da Dinastia de Avis e depois da dinastia de Bragança (o rei de Portugal também tinha o título de Rei dos Algarves). Sob os reinados sucessivos de Afonso V, João II e Manuel I (período que marcou o apogeu da expansão portuguesa), o Algarve africano abrangeu quase toda a costa atlântica de Marrocos, com a excepção de Rabate e Salé. Os portugueses controlavam a parte costeira que se estendia desde Ceuta até Agadir (Fortaleza de Santa Cruz do Cabo de Gué), tendo como marcos as praças fortes de Alcácer-Ceguer, Tânger, Arzila, Azamor, Mazagão e Safim e do Castelo Real de Mogador. Estas possessões formavam as fronteiras, e eram usadas como paradas na rota do Brasil e do Estado Português da Índia. No entanto, a maioria de Marrocos português foi conquistada pelos Saadianos em 1541. A última fronteira foi a de Mazagão, recuperada pelos marroquinos em 1769. Os espanhóis, quanto a eles dominaram parte da costa do Mediterrâneo com os presídios de Melilha e o Ilhote de Vélez de la Gomera, assim como a região de Tarfaya em frente das ilhas Canárias. Também conservaram o controlo de Ceuta após a Restauração da Independência de Portugal em 1640. Os oatácidas enfraquecidos, finalmente, cederam o poder a uma dinastia que reivindicava uma origem árabe Xerifiana, os Saadianos, em 1554.
Os esforços portugueses para controlar o comércio do Atlântico no século XV não afetaram grandemente o interior de Marrocos. Apesar de terem conseguido controlar algumas possessões na costa marroquina, eles não se aventuraram mais ao interior. Em outra nota e de acordo com Elizabeth Allo Isichei, "Em 1520, houve uma fome em Marrocos tão terrível que por muito tempo outros eventos foram datados por ele. Além disso, sugeriu-se que a população de Marrocos caiu de 5 para menos de 3 milhões entre os séculos XVI e XIX".

### Protetorados francês e espanhol

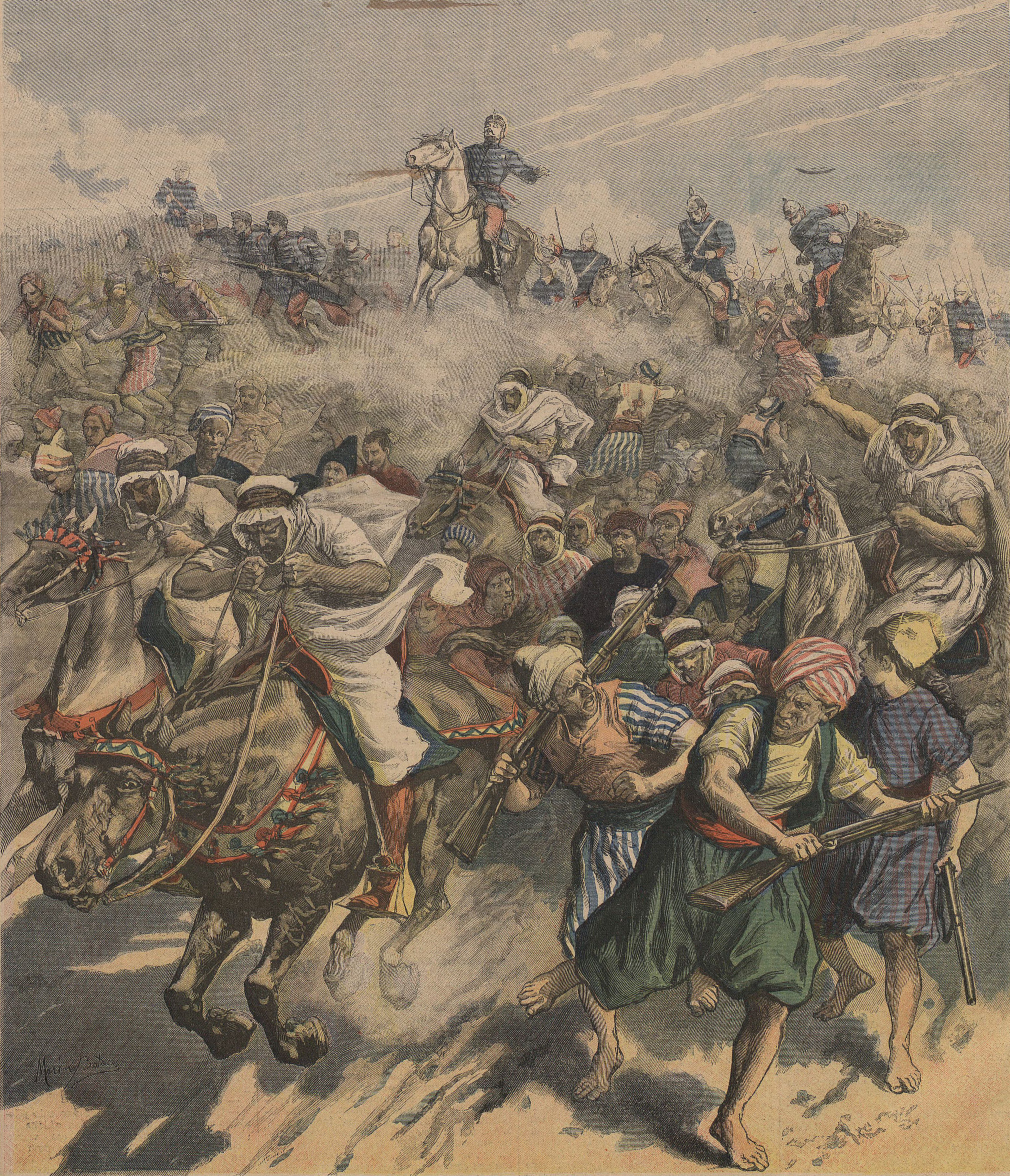
Morte do general espanhol Juan García y Margallo durante a Guerra de Margallo

À medida que a Europa se industrializava, o Norte da África era cada vez mais apreciado pelo seu potencial de colonização. A França mostrou um forte interesse por Marrocos já em 1830, não só para proteger a fronteira do seu território argelino, mas também devido à posição estratégica de Marrocos em dois oceanos. Em 1860, uma disputa sobre o enclave de Ceuta levou a Espanha a declarar guerra. Além de sair vitoriosa, a Espanha ganhou outro enclave e uma Ceuta ampliada. Em 1884, a Espanha criou um protetorado nas zonas costeiras de Marrocos.[carece de fontes?]
Em 1904, a França e a Espanha esculpiram zonas de influência em Marrocos. O reconhecimento da esfera de influência da França pelo Reino Unido provocou uma forte reacção do Império Alemão e uma crise surgiu em 1905. O assunto foi resolvido na Conferência de Algeciras em 1906. A Crise de Agadir de 1911 aumentou as tensões entre as potências europeias. O Tratado de Fez de 1912 tornou Marrocos um protetorado francês e desencadeou os distúrbios de Fez no mesmo ano. A Espanha continuou a operar o seu protetorado costeiro. Pelo mesmo tratado, a Espanha assumiu o papel de proteger sua soberania sobre as zonas do norte e sul do Saara.
Dezenas de milhares de colonos entraram em Marrocos. Alguns compraram grandes quantidades da rica terra agrícola, outros organizaram a exploração e modernização de minas e portos. Grupos de interesse formados entre esses colonos continuamente pressionaram a França a aumentar seu controle sobre Marrocos — um controle que também se tornou necessário pelas contínuas guerras entre tribos marroquinas, parte das quais tinha tomado partido com os franceses desde o início da conquista. O governador-geral, Marechal Hubert Lyautey, admirava sinceramente a cultura marroquina e conseguiu impor uma administração conjunta marroquino-francesa, ao mesmo tempo que criava um sistema escolar moderno. Várias divisões de soldados marroquinos (Goumiers ou tropas regulares e oficiais) serviram no exército francês tanto na Primeira Guerra Mundial como na Segunda Guerra Mundial, além do Exército Nacionalista na Guerra Civil Espanhola. A instituição da escravidão foi abolida em 1925.

### Pós-independência
A seguir à Segunda Guerra Mundial, de acordo com a Carta do Atlântico (assinada em 1941 por Winston Churchill e Franklin Delano Roosevelt), as forças vivas de Marrocos exigiram o regresso do sultão Maomé V e em 1955 a França, que já se encontrava a braços com insurreição na Argélia, concordou com a independência da sua colónia, que foi celebrada dia 2 de Março de 1956. A mudança do controle francês sobre Marrocos para as mãos do sultão e do partido independentista Istiqlal decorreu pacificamente. O exílio da França do sultão Maomé V em 1953 para Madagascar e sua substituição pelo impopular Maomé ibne Arafa provocou uma oposição ativa aos protetorados franceses e espanhóis. A violência mais notável ocorreu em Ujda, onde os marroquinos atacaram franceses e outros residentes europeus nas ruas. A França permitiu que Maomé V voltasse em 1955 e as negociações que levaram à independência marroquina, que começaram no ano seguinte.
Em Agosto de 1957, Maomé V transformou Marrocos num reino, passando a usar o título de rei. Em 1959, o Istiqlal se dividiu em dois grupos: um abrangendo a maioria dos elementos do partido, conservador e obediente a Maomé Alal Fassi, apoiante do rei; outro, de carácter republicano e socialista, que adaptou o nome de União Nacional das Forças Populares. Maomé aproveitou a oportunidade para distanciar a figura do rei dos partidos, elevando-o a um papel arbitral. Tal manobra política contribuiu decisivamente para o fortalecimento da monarquia, como se verificou no referendo de 1962, já com Mulei Haçane, filho de Maomé V (falecido em 1961), como rei Haçane II, em que foi aprovada uma constituição de cariz monárquico-constitucional. Um ano depois foram realizadas eleições parlamentares que levaram a conjuntura política a um beco sem saída. Tal facto permitiu a concentração de poderes em Haçane II, como ficou demonstrado na Constituição de 1970, que não sobreviveu a uma tentativa de golpe de Estado, em 1971. Sucedeu-lhe uma outra constituição em 1972, que só foi implementada efectivamente após outra tentativa de golpe de Estado em Agosto desse ano.[carece de fontes?]

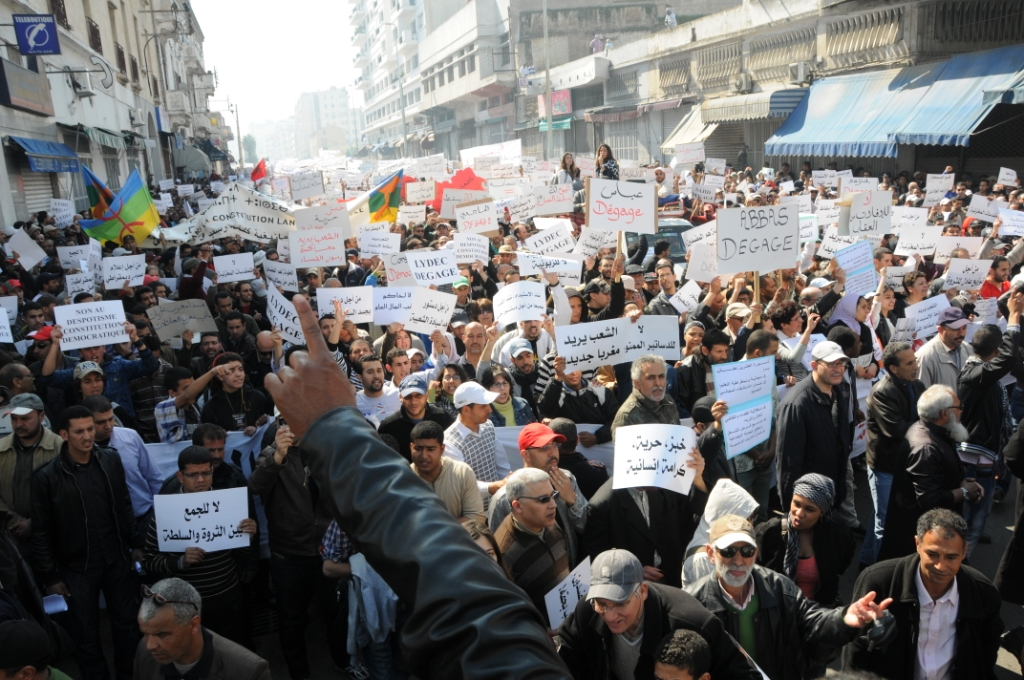
Protesto em Casablanca por reformas políticas

O ano de 1974 marcou o início de uma nova orientação da política de Haçane II, a partir do momento em que Marrocos declarou a sua pretensão sobre o Saara Espanhol, rico em minérios (sobretudo fosfato), pretensão essa que foi concretizada em Novembro de 1975, com o avanço da "Marcha Verde", constituída por 350 000 voluntários desarmados, sobre o Saara Ocidental, que evitou o conflito e conduziu à assinatura de um acordo em que eram satisfeitas as ambições de Marrocos. No entanto, muitos foram os obstáculos à política marroquina: primeiro, a luta da guerrilha Polisário (Frente Popular para a Libertação de Saguia el Hamra e do Rio do Ouro), apoiada pela Argélia e, mais tarde, também pela Líbia, que recusou, inclusive, os resultados de um referendo promovido por Haçane II em 1981; segundo, a condenação por parte das Nações Unidas; e, terceiro, a criação da República Árabe Saaráui Democrática em 1989, que tem obtido o reconhecimento de um número crescente de países.[carece de fontes?]
Em 1994, o secretário-geral das Nações Unidas, Boutros Boutros-Ghali, propôs um aprofundamento das negociações com o objectivo de promover um processo de recenseamento eleitoral o mais completo possível, de modo a um futuro referendo ter uma legitimidade aceitável por ambas as partes. Por último, é de salientar o papel que Marrocos desempenhou no importante processo de paz na Palestina, através de um relacionamento equilibrado entre Haçane II e as partes beligerantes, a Organização de Libertação da Palestina (OLP) e Israel, que permitiu, nomeadamente, o estabelecimento de interesses económicos naqueles países.[carece de fontes?]

## Geografia

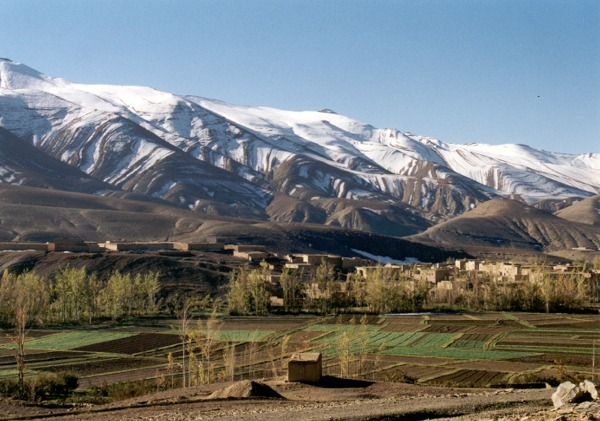
Alto Atlas no centro do país

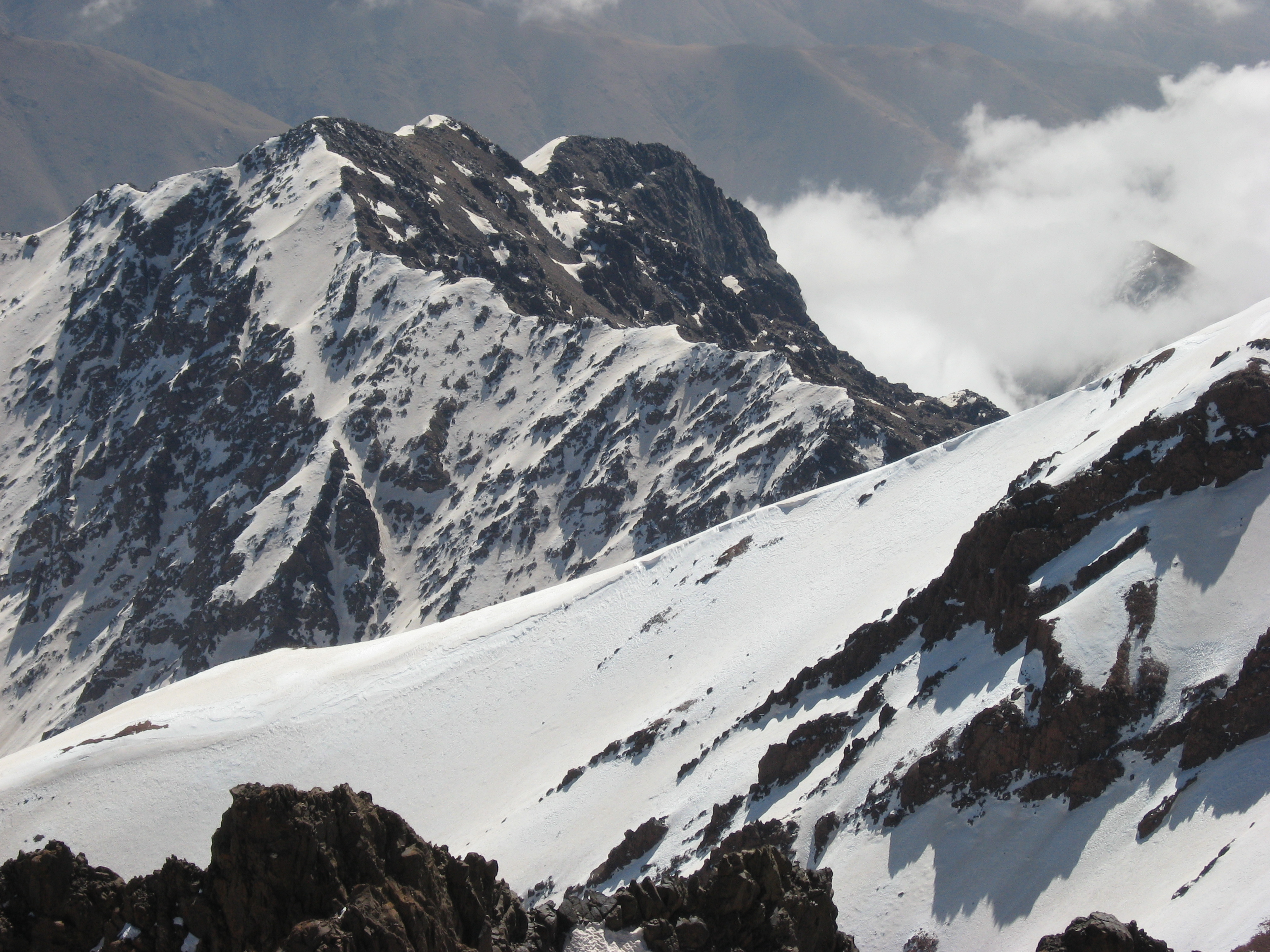
Jbel Toubkal, o pico mais alto do país

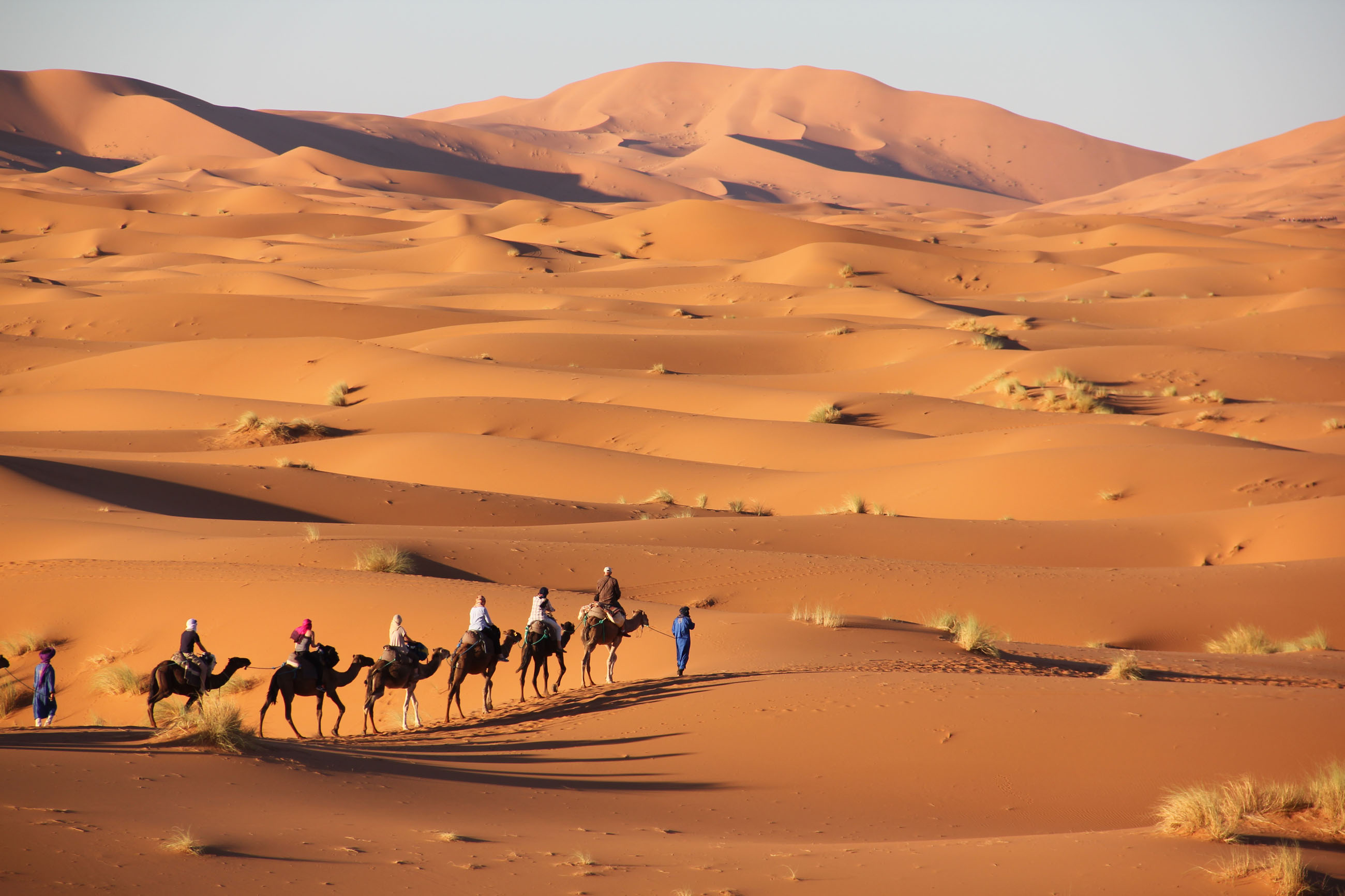
Paisagem do Erg Chebbi

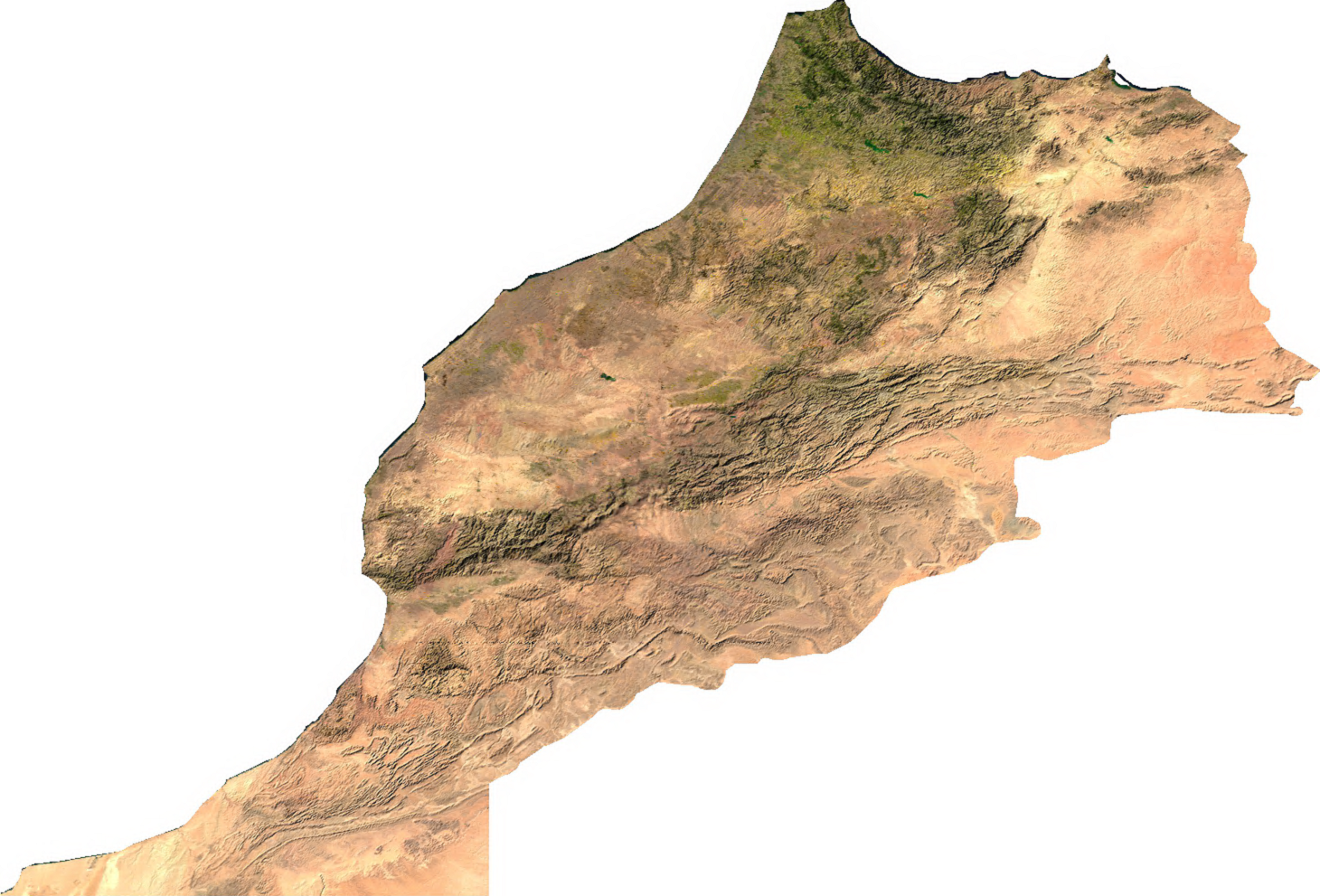
Imagem de satélite do território marroquino

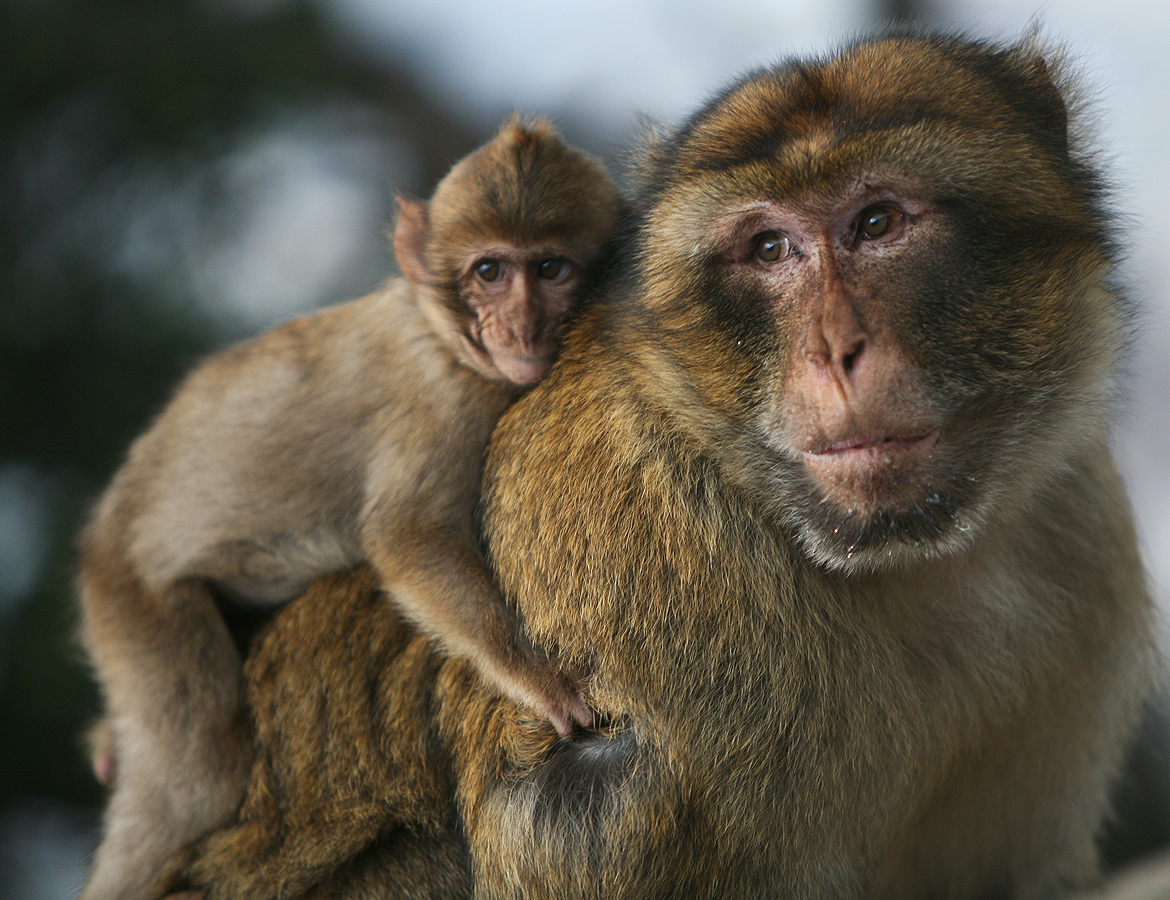
Macaco-de-gibraltar, também conhecido como macaco-berbere

Localizado no Magrebe, o reino de Marrocos é banhado pelo oceano Atlântico a oeste, e pelo mar Mediterrâneo a norte, e faz fronteira com a Argélia a leste, a sul e sudeste com a Mauritânia. Abrange uma área total de 446 550. A capital, Rabate, tem uma população de 1 618 700 habitantes (2004), destacando-se também outras cidades, como Casablanca, a maior do país, com 3 741 200 habitantes, Tânger (629 800 habitantes) e Fez (1 019 300 habitantes).[carece de fontes?]
Marrocos caracteriza-se por ser um país montanhoso, destacando-se quatro grandes cadeias montanhosas: o Rife, com a orientação noroeste-sudeste, que faz, geologicamente, parte das cordilheiras do sul da Península Ibérica, e que tem como ponto mais alto o monte Jbel Tidirhine com 2 456 m, o Médio Atlas, o Alto Atlas e o Antiatlas. As três últimas integram a cordilheira do Atlas, que se estende desde a costa atlântica até a Tunísia, atravessando a Argélia.[carece de fontes?]
O Médio Atlas situa-se no centro-norte do país, imediatamente a sul do Rife, do qual está separado pela zona de planície conhecida como corredor de Taza. O Alto Atlas, a cadeia com as montanhas mais altas do país, onde se encontra o Jbel Toubkal (4 165 m), o pico mais alto do Norte de África, situa-se a sul do Médio Atlas. O Antiatlas é a cordilheira mais meridional e mais árida, que faz fronteira com o deserto do Saara. A região nordeste é ocupada pela bacia do rio Muluia, uma região de terras baixas, semiárida, criada pela erosão do rio. Mais a leste e a sudeste, encontram-se os altos planaltos, com cerca de mil m de altitude.[carece de fontes?]

### Clima
O clima mediterrânico do país é semelhante ao do sul da Califórnia, com exuberantes florestas nas cadeias de montanhas do norte e centro do país, dando lugar a condições secas e desérticas no interior do sudeste. As planícies costeiras experimentam temperaturas notavelmente moderadas mesmo no verão, devido ao efeito da Corrente das Canárias na sua costa atlântica.[carece de fontes?]
Nas montanhas do Rife, Médio e Alto Atlas, existem vários tipos diferentes de climas: o mediterrânico ao longo das planícies costeiras, dando lugar a um clima temperado úmido em áreas mais elevadas, com umidade suficiente para permitir o crescimento de diferentes espécies de carvalhos, tapetes de musgos, ximbros e abetos atlânticos, uma árvore coníferas endêmica de Marrocos. Nos vales, solos férteis e a alta precipitação permitem o crescimento de florestas espessas e exuberantes.[carece de fontes?]
A sudeste das montanhas do Atlas, perto das fronteiras argelinas, o clima torna-se muito seco, com verões longos e quentes. O calor extremo e os baixos níveis de umidade são especialmente pronunciados nas regiões de planície a leste da cordilheira do Atlas, devido ao efeito de sombra de chuva do sistema de montanhas. As partes do sudeste da maior parte de Marrocos são muito quentes e incluem porções do deserto do Saara, onde vastas planícies rochosas com algumas zonas arenosas e de dunas são pontilhadas com oásis férteis. Em contraste com a região do Saara no sul, as planícies costeiras são férteis nas regiões central e norte do país e constituem a espinha dorsal da agricultura do país, onde vive 95% da população. A exposição directa ao Atlântico Norte, a proximidade com a Europa continental e as extensas montanhas do Rife e do Atlas são os fatores do clima bastante europeu na metade norte do país. Isso faz de Marrocos um país de contrastes. As áreas florestais cobrem cerca de 12% do país, enquanto as terras aráveis representam 18%. Aproximadamente 5% da terra marroquina é irrigada para uso agrícola.[carece de fontes?]

### Biodiversidade
Marrocos tem uma vasta gama de biodiversidade. É parte da bacia mediterrânea, uma área com concentrações excepcionais de espécies endémicas que sofrem rápidas taxas de perda de habitat e, portanto, é considerada um ponto prioritário de conservação. A avifauna é notavelmente variada e inclui um total de 454 espécies, cinco das quais foram introduzidas por seres humanos e 156 são raramente vistas.
O leão-do-atlas, caçado até a extinção, era uma subespécie nativa de Marrocos e é um símbolo nacional. O último leão-do-atlas selvagem foi visto nas montanhas Atlas em 1922. Os outros dois predadores primários do norte da África, o urso-do-atlas e o leopardo-do-atlas, estão agora extinto e criticamente ameaçado, respectivamente. As populações de crocodilo-do-oeste-africano persistiram no rio Drá até o século XX.
O macaco-de-gibraltar, um primata endêmico de Marrocos e da Argélia, também está enfrentando a extinção devido ao comércio ilegal, urbanização e expansão imobiliária que diminuem as áreas florestadas que constituem o seu habitat.
O comércio de animais e plantas para alimentação, animais de estimação, fins medicinais, lembranças e objetos fotográficos é comum em Marrocos, apesar de leis que tornam ilegal a maior parte destas práticas. Este comércio não é regulado e causa reduções desconhecidas de populações selvagens de fauna marroquina nativa. Devido à proximidade do norte da Marrocos com a Europa, espécies como cactos, tartarugas, peles de mamíferos e aves de alto valor (falcões e abetardas) são colhidas em várias partes do país e exportadas em quantidades apreciáveis, com grandes volumes de enguias pescadas — 60 toneladas exportadas para o Extremo Oriente no período de 2009 a 2011.

## Demografia

Grupos étnicos em Marrocos

A maioria dos marroquinos são de origem berbere ou árabe. Existe uma minoria significativa de africanos subsaarianos e europeus. Árabes e berberes juntos representam cerca de 99,1% da população marroquina. Uma parcela considerável da população é identificada como haratin e guinaua, descendentes negros ou mestiços de escravos, mouriscos e muçulmanos europeus expulsos de Espanha e Portugal no século XVI.
Os berberes são o povo nativo do país e ainda constituem a maior parte da população, embora tenham sido amplamente arabizados. Marrocos é o lar de mais de 20 000 imigrantes da África Subsaariana. A minoria judaica de Marrocos, que já foi proeminente, diminuiu significativamente, tendo passado de 265 000 em 1948 para os cerca de 2 500 atualmente.
A maioria dos residentes estrangeiros em Marrocos são franceses ou espanhóis. Alguns deles são descendentes de colonizadores, que trabalham principalmente para empresas multinacionais europeias, enquanto outros são casados com marroquinos ou são aposentados. Antes da independência, Marrocos era o lar de meio milhão de europeus.
O país tem uma grande diáspora, a maioria da qual está localizada na França, que tem mais de um milhão de marroquinos até a terceira geração. Existem também grandes comunidades marroquinas na Espanha (cerca de 700 000), nos Países Baixos (360 000) e na Bélgica (300 000). Outras grandes comunidades podem ser encontradas na Itália, Canadá, Estados Unidos e Israel, onde se pensa que os judeus marroquinos constituem o segundo maior subgrupo étnico judeu.[carece de fontes?]

### Religião

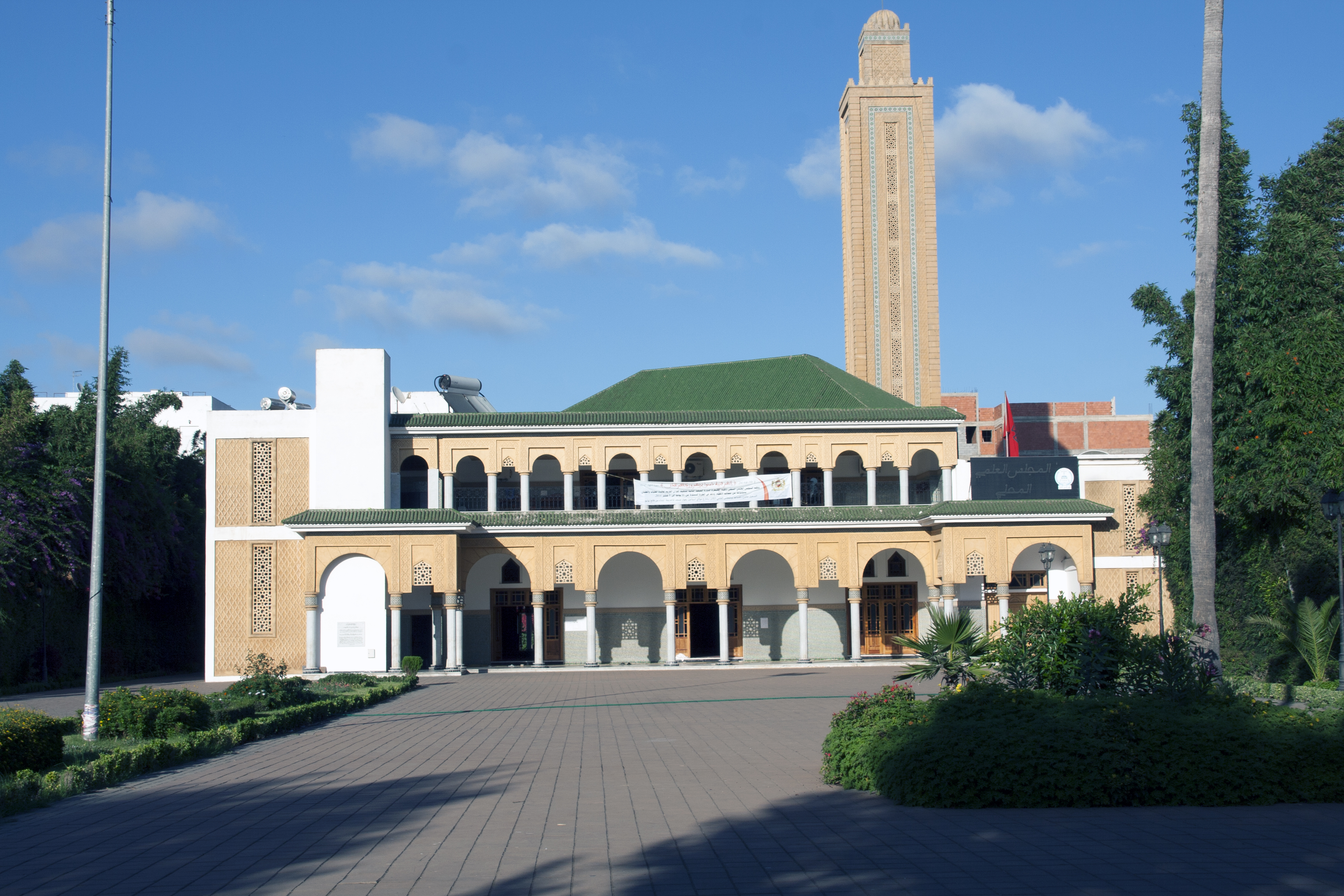
Mesquita em Quenitra

A afiliação religiosa no país foi estimada pelo Pew Research Center em 2010 como 99% muçulmana, com todos os grupos restantes representando menos de 1% da população. Os sunitas formam a maioria em 67%, sendo que os muçulmanos não denominacionais são o segundo maior grupo de muçulmanos em 30%. Existem cerca de 3 000 a 8 000 muçulmanos xiitas, a maioria deles residentes estrangeiros do Líbano ou do Iraque, mas também alguns cidadãos convertidos. Seguidores de várias ordens muçulmanas sufistas em todo o Magrebe e África Ocidental empreendem peregrinações anuais conjuntas ao país.[carece de fontes?]
Os cristãos são estimados em 1% (~ 380 000) da população marroquina. A comunidade cristã, predominantemente católica romana e protestante, consiste em aproximadamente 5 000 membros praticantes, embora alguns protestantes e clero católico tenham estimado o número em 25 000. A maioria dos cristãos residentes estrangeiros vivem nas áreas urbanas de Casablanca, Tânger e Rabate. Vários líderes cristãos locais estimaram que entre 2005 e 2010 existiam 5 000 cidadãos convertidos ao cristianismo (principalmente berberes) que frequentam regularmente igrejas e vivem predominantemente no sul. Alguns líderes cristãos locais estimam que pode haver até 8 000 cidadãos cristãos em todo o país, mas muitos não se reúnem regularmente devido ao medo da vigilância do governo e da perseguição social. O número de marroquinos que se converteram ao cristianismo (a maioria deles adoradores secretos) é estimado entre 8 e 40 mil.
As estimativas mais recentes colocam o tamanho da comunidade judaica de Casablanca em cerca de 2 500 pessoas e as comunidades judaicas de Rabate e Marraquexe em cerca de 100 membros cada. A restante população judaica está dispersa por todo o país. Esta população é na sua maioria idosa, com um número decrescente de jovens. A comunidade bahá'í, localizada em áreas urbanas, tem de 350 a 400 membros.

### Idiomas

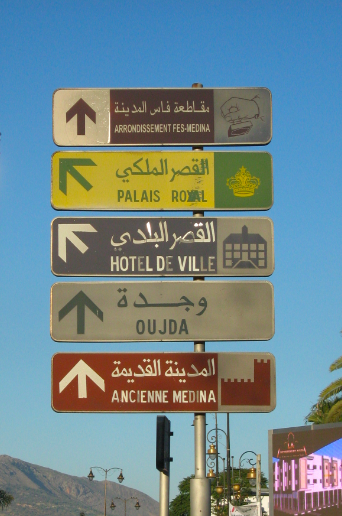
Placas em e em

As línguas oficiais de Marrocos são o árabe e o berbere. O grupo distintivo de dialetos árabes marroquinos é referido como darija. Aproximadamente 89,8% de toda a população pode se comunicar em algum grau em árabe marroquino. A língua berbere é falada principalmente em três dialetos (tarifit ou rifenho, tachelhit ou chleuh e tamazigue de Marrocos Central, ou simplesmente tamazight), existindo também uma norma-padrão, o amazigue padrão marroquino. Em 2008, Frédéric Deroche estimou que havia 12 milhões de falantes de berbere, representando cerca de 40% da população. O censo populacional de 2004 relatou que 28,1% da população falava berbere.
O francês é amplamente utilizado em instituições governamentais, mídia, grandes empresas, comércio internacional com países francófonos e, muitas vezes, na diplomacia internacional. O francês é ensinado como uma língua obrigatória em todas as escolas. Em 2010, havia 10 366 000 francófonos em Marrocos, ou cerca de 32% da população. De acordo com o censo de 2004, 2,19 milhões de marroquinos falavam uma língua estrangeira que não o francês.
Cerca de 5 milhões de marroquinos falam espanhol, especialmente nas regiões do norte, visto que a Espanha ocupou essas regiões no passado. Os marroquinos em regiões anteriormente controladas pela Espanha assistem à televisão espanhola e têm interações em espanhol diariamente. Após Marrocos ter declarado a independência em 1956, o francês e o árabe transformaram-se nas línguas principais da administração e de instrução, fazendo com que o papel do espanhol perdesse força.

## Governo

### Sistema político

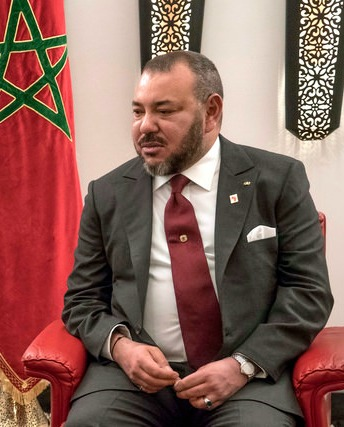
Rei Maomé VI de Marrocos

Marrocos é uma monarquia constitucional, com um parlamento eleito democraticamente. Porém, o rei é igualmente o chefe do governo. A aliança de forças políticas que patrocinaram a independência manteve-se no poder até 1958, quando o Istiqlal assumiu o Governo. Pouco depois, o partido dividiu-se em duas fações. A ala esquerda, excluída da administração central, venceu as eleições legislativas realizadas em 1960, tornando-se importante força de oposição ao Governo conservador então no poder. Em 1961, com a morte do rei Maomé V, subiu ao trono seu filho, Mulei Haçane, que passou a governar com o nome de Haçane II.[carece de fontes?]
A sucessão decorreu de modo pacífico, já que as forças de oposição não tinham poder suficiente para contestar a monarquia. Além de Chefe de Estado, o Rei de Marrocos também exerce a função de “Líder dos Fiéis” e defensor do islão, o que lhe confere alto grau de legitimidade junto à população. Em 1963, Haçane II fez aprovar em plebiscito uma nova constituição, ampliando os poderes da monarquia. Os partidos de oposição boicotaram o pleito e, acusados de conspirar contra a Casa Real, passaram a ser duramente reprimidos [carece de fontes?]
Com o falecimento do rei Haçane II, em 23 de julho de 1999, o príncipe herdeiro Sidi Maomé ascendeu ao trono como Maomé VI. Em seu primeiro “Discurso do Trono”, o novo soberano insistiu no seu interesse pela sorte das camadas mais pobres da população e afirmou que impulsionaria medidas em favor dos excluídos. Reafirmou sua adesão ao regime da monarquia constitucional, ao pluralismo político, ao liberalismo econômico, assim como aos direitos humanos e à proteção dos direitos individuais e coletivos. Mencionou, também, sua particular preocupação com a necessidade de melhorar e expandir o ensino público, fator primordial para a redução do desemprego.[carece de fontes?]
Maomé VI assumiu a chefia de Estado em condições mais favoráveis do que Haçane II. As estruturas políticas do país haviam evoluído, desde 1961, no sentido de institucionalizar métodos democráticos, com consequente redução de riscos de extremismo, tanto de cunho político quanto religioso. Esse desenvolvimento permitiu a Marrocos angariar simpatias e respeitabilidade no exterior. No entanto, a difícil coexistência entre aspirações islâmicas, políticas socialistas e a manutenção da autoridade real levou o soberano a empreender uma reforma ministerial em setembro de 2000, conservando Youssoufi como primeiro-ministro, aglutinando pastas para reduzir o número de ministérios de 41 para 33, mantendo os postos-chave sob controle real e ampliando espaço para as vozes mais críticas dentro do governo. Na sequência das eleições legislativas de 2002, Driss Jettou, ministro do interior, foi nomeado primeiro-ministro.[carece de fontes?]

### Eleições e poder legislativo

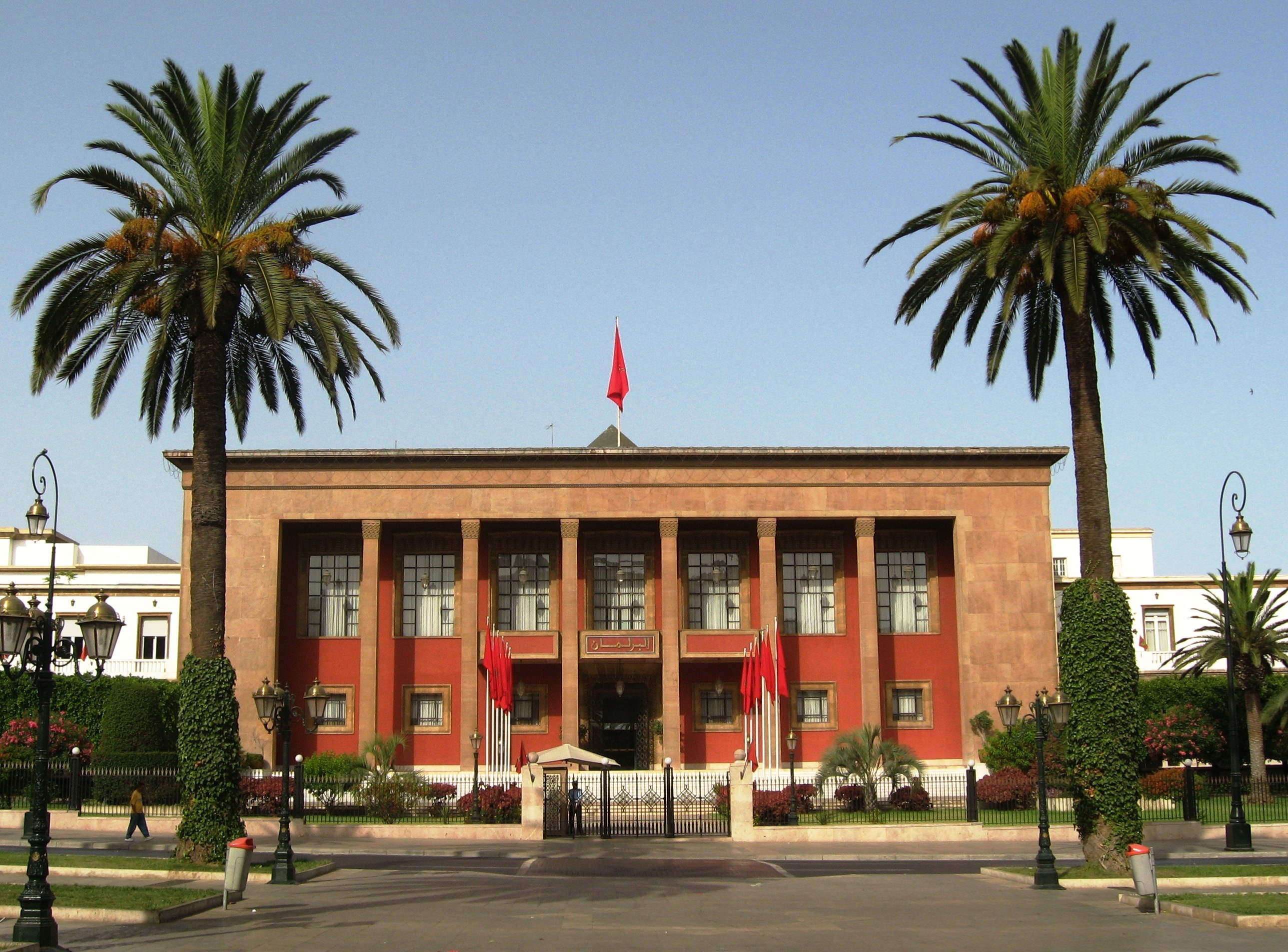
Fachada principal do parlamento marroquino

Os sucessivos governos marroquinos foram dominados pela coligação de partidos de direita Wifaq — integrada pela Union Constitutionelle (UC), pelo Mouvement Populaire (MP) e pelo Parti National Démocratique (PND) — e pelos partidos de centro Rassemblement National des Indépendants (RNI), Mouvement Démocratique et Social (MDS) e Mouvement National Populaire (MNP). Nas eleições parlamentares de 1997, essa coligação de centro-direita conquistou 197 dos 325 assentos da Câmara baixa (60%) e 166 das 270 cadeiras da Câmara alta (61%). A oposição se aglutina em torno da coligação Koutla, integrada pelos partidos de esquerda Union des Forces Populaires (USFP), Parti Istiqlal (PI), Parti du Progrès et du Socialisme (PPS) e Organisation pour l’Action Démocratique et Populaire (OADP). O movimento islâmico, por sua vez, se faz representar pelo Mouvement Populaire Constitutionnel Démocratique (MPCD), de tendência moderada, e por outros partidos de menor expressão. O fundamentalismo islâmico, presente sobretudo no meio universitário através da União Nacional dos Estudantes de Marrocos (UNEM), tem sido duramente combatido. O Governo tem estimulado a reemergência de movimentos estudantis socialistas (procurando, com isso, minimizar a influência do islamismo radical no meio universitário), bem como a participação de partidos islâmicos moderados no debate político nacional.[carece de fontes?]
Em setembro de 1996, realizou-se referendo para a reformulação institucional do país, tendo por objetivo a criação de um ordenamento político mais representativo e a descentralização do poder, que se traduziu na criação da Câmara dos Conselheiros (Senado), na extensão dos mandatos legislativos e na introdução de um sistema eleitoral colegiado para o Senado (dos 270 conselheiros, 162 são eleitos por líderes das comunidades locais, 81 por líderes das regiões administrativas e 27 pelos sindicatos). O novo modelo institucional prevê maior participação no governo dos partidos de oposição, mas as pastas mais importantes, como Negócios Estrangeiros, Interior e Fazenda, seriam reservadas aos homens de confiança do monarca. Ao proceder a essas mudanças, o Governo pretendia dotar o Estado marroquino de uma estrutura de poder mais moderna, menos centrada na figura do monarca e, em última análise, mais democrática.[carece de fontes?]
Nas eleições legislativas de 1997, o partido de esquerda Union Socialiste des Forces Populaires (USFP) obteve 57 assentos na Câmara Baixa. Seu Secretário-Geral, Abderrahmane Youssoufi, foi nomeado Primeiro-Ministro em fevereiro de 1998. Youssoufi formou um governo de coalizão, apoiado por sete dos principais partidos de oposição, inclusive o Istiqlal. No entanto, os principais ministérios continuavam nas mãos de homens ligados ao Rei Haçane, como Driss Basri, o poderoso Ministro do Interior. Além disso, a Câmara dos Conselheiros permanecia dominada por elementos fiéis ao monarca. Em seus primeiros dezoito meses no cargo, Youssoufi logrou obter resultados positivos. Internamente, despertou a consciência da sociedade marroquina para a necessidade de reformas, particularmente aquelas destinadas a combater a pobreza e o desemprego, e a aprimorar a administração pública. No exterior, era muito estimado, sobretudo na França de Lionel Jospin, com quem compartilhava a mesma conceção de socialismo.[carece de fontes?]

### Forças armadas

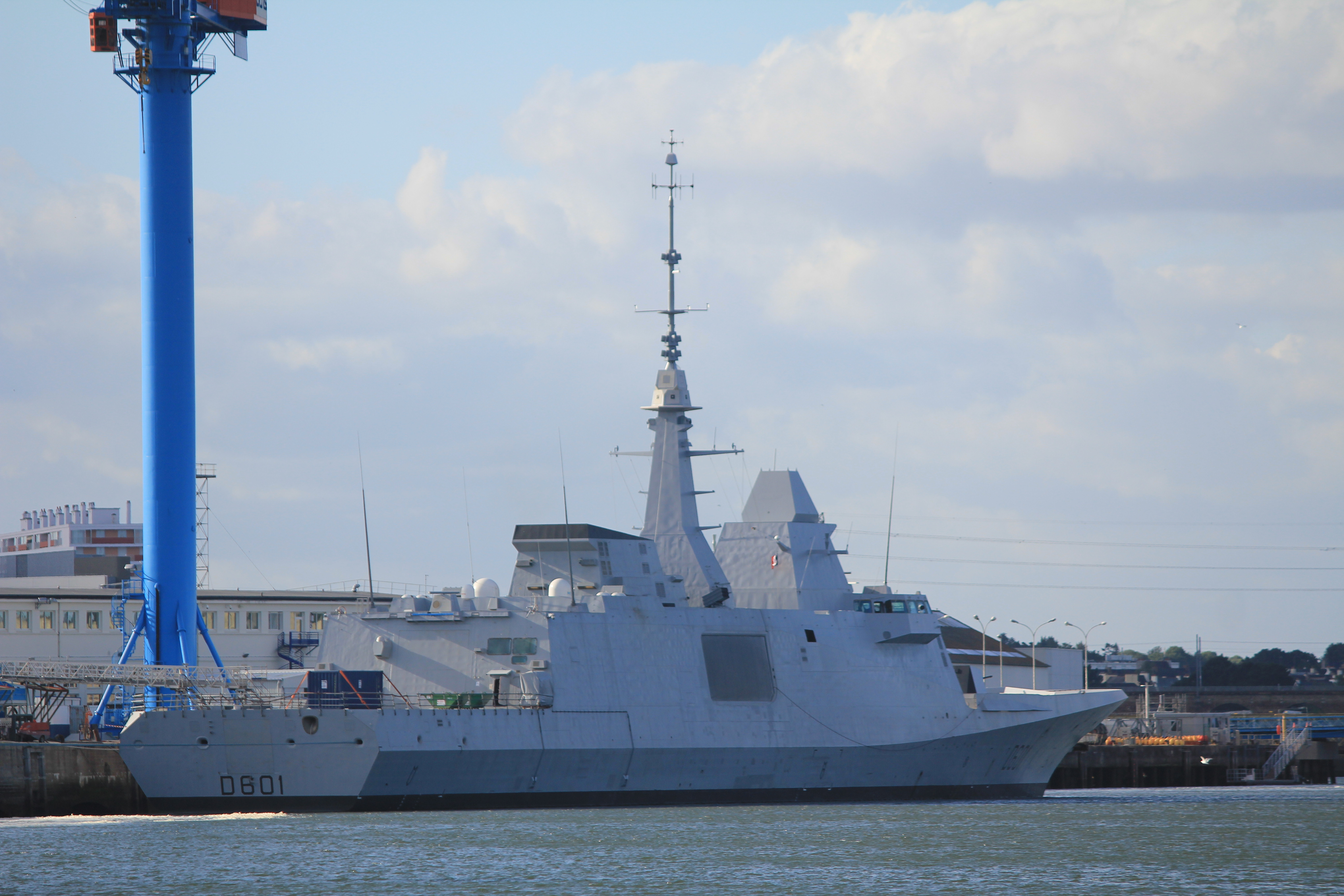
O Maomé VI, da Classe Aquitaine, da Marinha Real Marroquina

O serviço militar obrigatório em Marrocos foi suspenso oficialmente desde setembro de 2006 e a obrigação de reserva de Marrocos dura até os 50 anos. As forças armadas são as Forças Armadas Reais, que incluem o Exército (o maior ramo), a Marinha, a Força Aérea, a Guarda, a Gendarmería Real e as Forças Auxiliares. A segurança interna é geralmente eficaz e atos de violência política são raros (com uma exceção, os atentados de Casablanca em 2003, que mataram 45 pessoas).
A ONU mantém uma pequena força de observação no Saara Ocidental, onde um grande número de tropas de Marrocos estão estacionadas. O grupo Frente Polisário mantém uma milícia ativa de cerca de 5 000 combatentes no Saara Ocidental e se envolveu em guerras intermitentes com as forças marroquinas desde a década de 1970.[carece de fontes?]
As forças armadas marroquinas são uma das maiores e mais bem armadas da região, embora sua eficiência seja questionada. O rei é o seu comandante-em-chefe, que delega as tarefas administrativas ao seu ministro da defesa. Em 2015 contavam com 195 000 soldados em suas fileiras.

### Relações internacionais

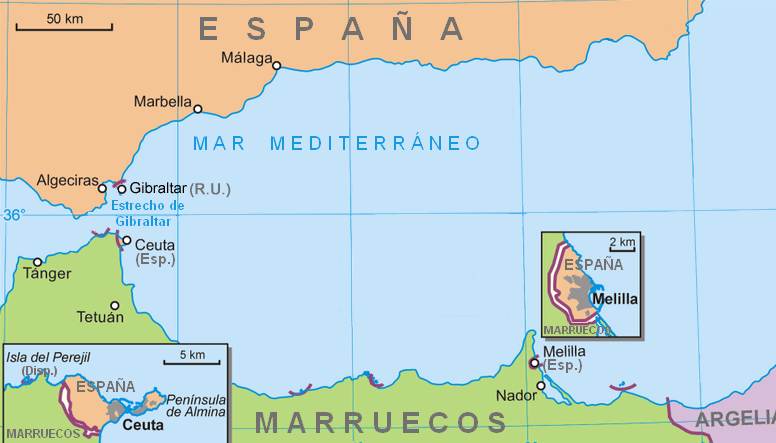
Marrocos reivindica soberania sobre os enclaves espanhóis de Ceuta e Melilha

Marrocos é membro das Nações Unidas e pertence à Liga Árabe, à União do Magrebe Árabe (UMA), à Organização para a Cooperação Islâmica (OCI), ao Movimento dos Países Não Alinhados e à Comunidade dos Estados do Sahel-Saara (CEN-SAD). Os relacionamentos de Marrocos variam grandemente entre os Estados africanos, árabes e ocidentais. Marrocos tem fortes laços com o Ocidente, a fim de obter benefícios econômicos e políticos. A França e a Espanha continuam a ser os principais parceiros comerciais, bem como os principais credores e investidores estrangeiros no país. Do total de investimentos estrangeiros em Marrocos, a União Europeia investe aproximadamente 73,5%, enquanto o mundo árabe investe apenas 19,3%. Muitos países das regiões do Golfo Pérsico e do Magrebe estão cada vez mais envolvidos em projetos de desenvolvimento de larga escala em Marrocos.
Inicialmente, Marrocos foi o único estado africano a não ser membro da União Africana após a sua retirada unilateral em 12 de novembro de 1984, em razão da admissão da República Árabe Saaraui Democrática à organização em 1982 (então chamada Organização da Unidade Africana). A admissão da RASD como um pleno membro deu-se sem a organização de um referendo de autodeterminação no território disputado do Saara Ocidental. Anos depois, Marrocos voltou à União Africana em 30 de janeiro de 2017. Em agosto de 2021, a Argélia rompeu relações diplomáticas com o Marrocos.
Uma disputa com a Espanha em 2002 sobre a pequena ilha de Perejil reavivou a questão da soberania de Melilha e Ceuta. Estes pequenos enclaves na costa mediterrânica são cercados por Marrocos e são administrados pela Espanha há séculos. Marrocos recebeu o estatuto de aliado importante extra-OTAN pelo governo dos Estados Unidos. O país foi o primeiro no mundo a reconhecer a soberania dos Estados Unidos (em 1777) e está incluído na Política Europeia de Vizinhança (PEV) da União Europeia, que visa aproximar a UE e os seus vizinhos.

### Estatuto do Saara Ocidental

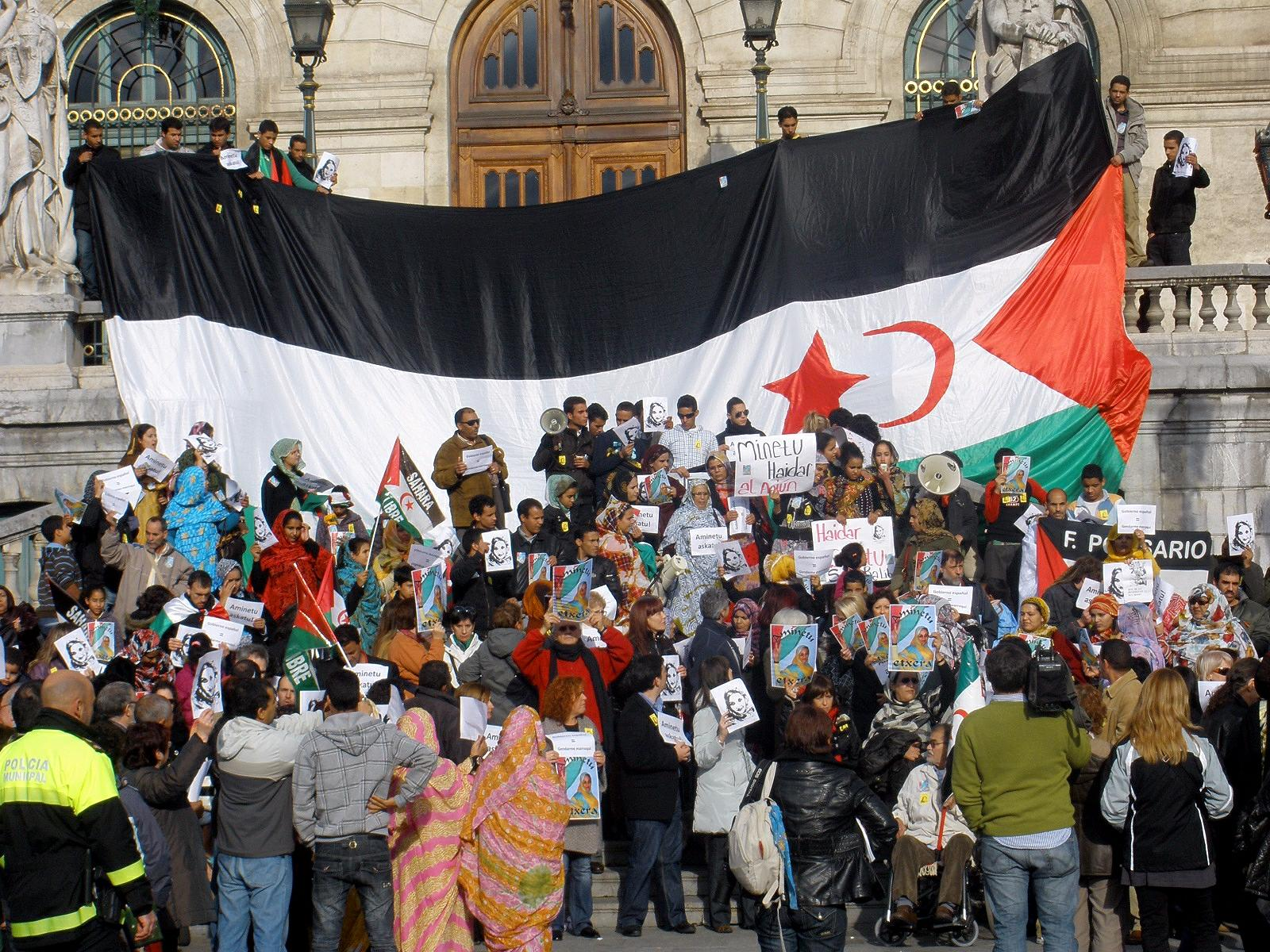
Protesto em Bilbau pela independência do Saara Ocidental

Quando, em 1975, a Espanha abandonou a sua antiga colônia, deixou para trás um país sem quaisquer infra-estruturas, com uma população completamente analfabeta e desprovida de tudo. O vazio criado pela Espanha foi aproveitado pela Mauritânia (que assenhorou-se de 1/3 do território) e por Marrocos (que ficou com o restante), que, invocando direitos históricos, invadiram o território. O governo no exílio do Saara Ocidental tem o nome de República Árabe Saaraui Democrática (RASD). Foi proclamado pela Frente Polisário em 27 de Fevereiro de 1976. O primeiro governo da RASD formou-se em 4 de Março desse ano. Os saaráuis haviam fundado a Frente Polisário, que expulsou do sul o pequeno exército da Mauritânia, forçando o país a abdicar seus direitos sobre o território em 1979. Frente a frente ficaram, nas areias do deserto, os guerrilheiros da Frente Polisário e as forças marroquinas de Haçane II. O exército marroquino retirou-se para uma zona restrita do deserto, mais próxima da sua fronteira e constituindo o chamado "triângulo de segurança", que compreende as duas únicas cidades costeiras e a zona dos fosfatos. Aí a engenharia militar construiu um imenso muro de concreto armado, por trás do qual os soldados marroquinos vivem entrincheirados, protegendo a extração do minério. Desde então, a guerra, vista do lado da Frente Polisário, resume-se a uma série de ataques esporádicos à zona dos fosfatos tentando interromper o seu escoamento. Em 1987, uma missão da ONU visitou a região para averiguar a possibilidade da realização de um referendo sobre o futuro do território. Uma iniciativa difícil, dado que grande parte da população é nómada. Marrocos e a Frente Polisário selaram um cessar-fogo em 1988. Um plebiscito foi marcado para 1992, mas não aconteceu porque não houve acordo sobre quem tinha direito a votar: Marrocos queria que fosse toda a população residente no Saara Ocidental, mas a Frente Polisário só aceitava que fossem os habitantes contados no censo de 1974. Isso impediria o voto dos marroquinos emigrados para a região em disputa depois de 1974. Até 1993 foi impossível realizar o referendo.[carece de fontes?]
Colonizada pela Espanha de 1884 a 1975, como Saara Espanhol, o território foi listado nas Nações Unidas como um processo de descolonização incompleto desde a década de 1960, tornando-o no último grande território a continuar a ser uma colónia eficazmente. O conflito é em grande parte entre o Reino de Marrocos e a Argélia — organização nacionalista apoiada pela Frente Polisário (Frente Popular para a Libertação de Saguia el-Hamra e Rio de Oro), que em Fevereiro de 1976 foi formalmente proclamada a República Democrática Árabe (Sadr), agora basicamente administrada por um governo no exílio em Tindouf, na Argélia.[carece de fontes?]

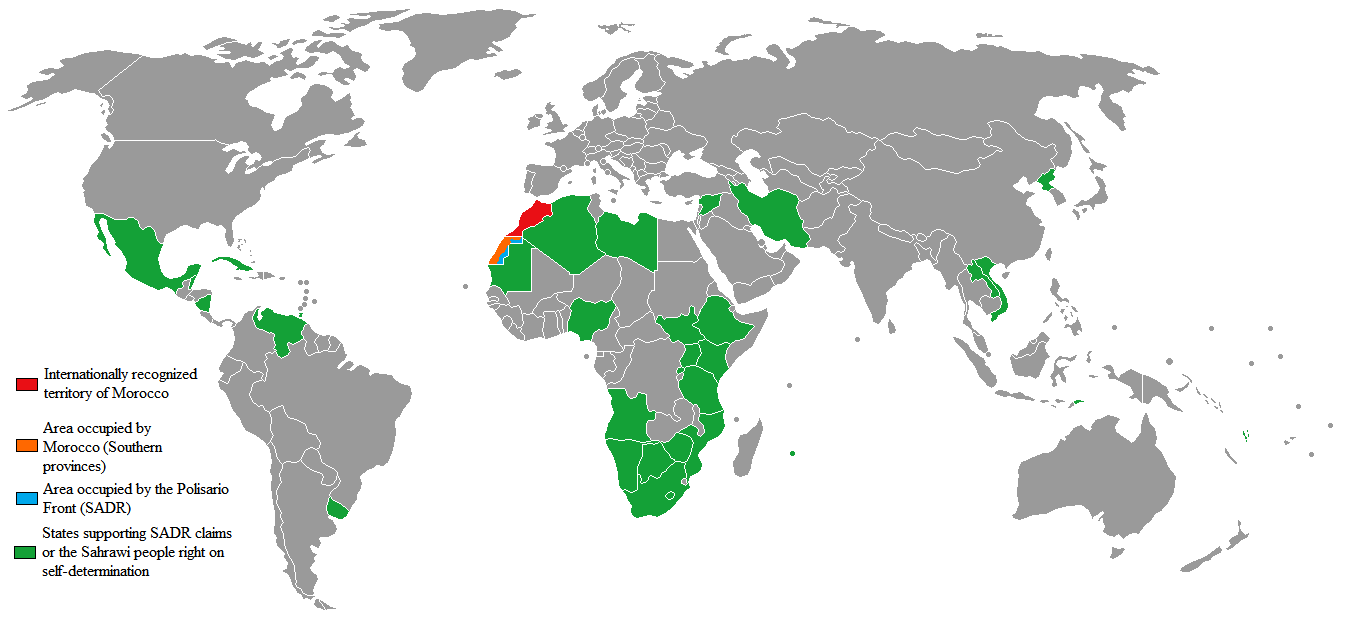
Os países a verde representam as nações que suportam as intenções independentistas do Saara Ocidental e o direito à autodeterminação do povo da região disputada

Após o Acordo de Madrid, o território foi dividido entre Marrocos e Mauritânia, em novembro de 1975, com Marrocos a ficar com dois terços do norte. A Mauritânia, sob pressão dos guerrilheiros da Polisário, abandonou todas as reivindicações para a sua porção em agosto de 1979, com Marrocos a possuir a maioria do território. Uma porção é administrado pela SADR. A República Democrática Árabe sentou-se como membro da Organização da Unidade Africana em 1984, e foi membro fundador da União Africana. As atividades da Guerrilha continuaram até as Nações Unidas imporem um cessar-fogo, implementado a 6 de Setembro de 1991, através da missão MINURSO. A missão de patrulhas atuou na linha de separação entre os dois territórios.
Em 2001, a África do Sul tornou-se o sexagésimo país a reconhecer a independência do Saara Ocidental. Marrocos protestou. Marrocos e a Frente Polisário reiniciaram conversações em agosto de 2007 na cidade nova-iorquina de Manhasset, com o patrocínio da ONU, para debater o estatuto do território. A política do Saara Ocidental tem lugar num quadro de uma área reivindicada por ambos os sarauis da República Árabe Saaraui Democrática e o Reino de Marrocos, que controla a maioria do território. Em 2003, o enviado especial da ONU para o território, James Baker, apresentou o Plano Baker, conhecido como Baker II, que teria dado o Saara Ocidental, imediata autonomia à Autoridade do Saara Ocidental durante um período transitório de cinco anos para se preparar para um referendo, oferecendo aos habitantes do território a possibilidade de escolher entre a independência, a autonomia no seio do Reino de Marrocos, ou a completa integração com Marrocos. Polisário aceitou o plano, mas Marrocos rejeitou-o. Anteriormente, em 2001, Baker tinha apresentado o seu quadro de pessoal, chamado Baker I, onde a disputa seria finalmente resolvida através de uma autonomia dentro da soberania marroquina, mas a Argélia e a Frente Polisário recusaram. A Argélia tinha proposto a divisão do território de vez.

## Subdivisões
A administração territorial de Marrocos está organizada de forma descentralizada e desconcentrada num sistema complexo. Segundo a reforma administrativa de 1997, que determinou a descentralização da administração de Marrocos, o país está dividido segundo três níveis administrativos: 16 regiões económicas, designadas wilayas (ver também a secção "Wilayas"), cada uma dirigida por um váli (wali ou governador) e por um conselho regional representativo das chamadas "forças vivas" da região. Segundo o artigo 101º da Constituição de Marrocos, estas regiões têm o estatuto de coletividade local. O váli da região é também o governador da província em que reside. Também há 62 províncias e 13 prefeituras (estas últimas são o equivalente urbano das primeiras), dirigidas por um váli. As comunas são 1 503, 221 urbanas e 1 282 rurais, sendo que estão agrupadas em caïdats e estes em círculos (cercles ou distritos). Em algumas áreas metropolitanas, há ainda subdivisões de 4.º nível, os arrondissements (bairros, freguesias ou distritos urbanos).[carece de fontes?]

### Regiões

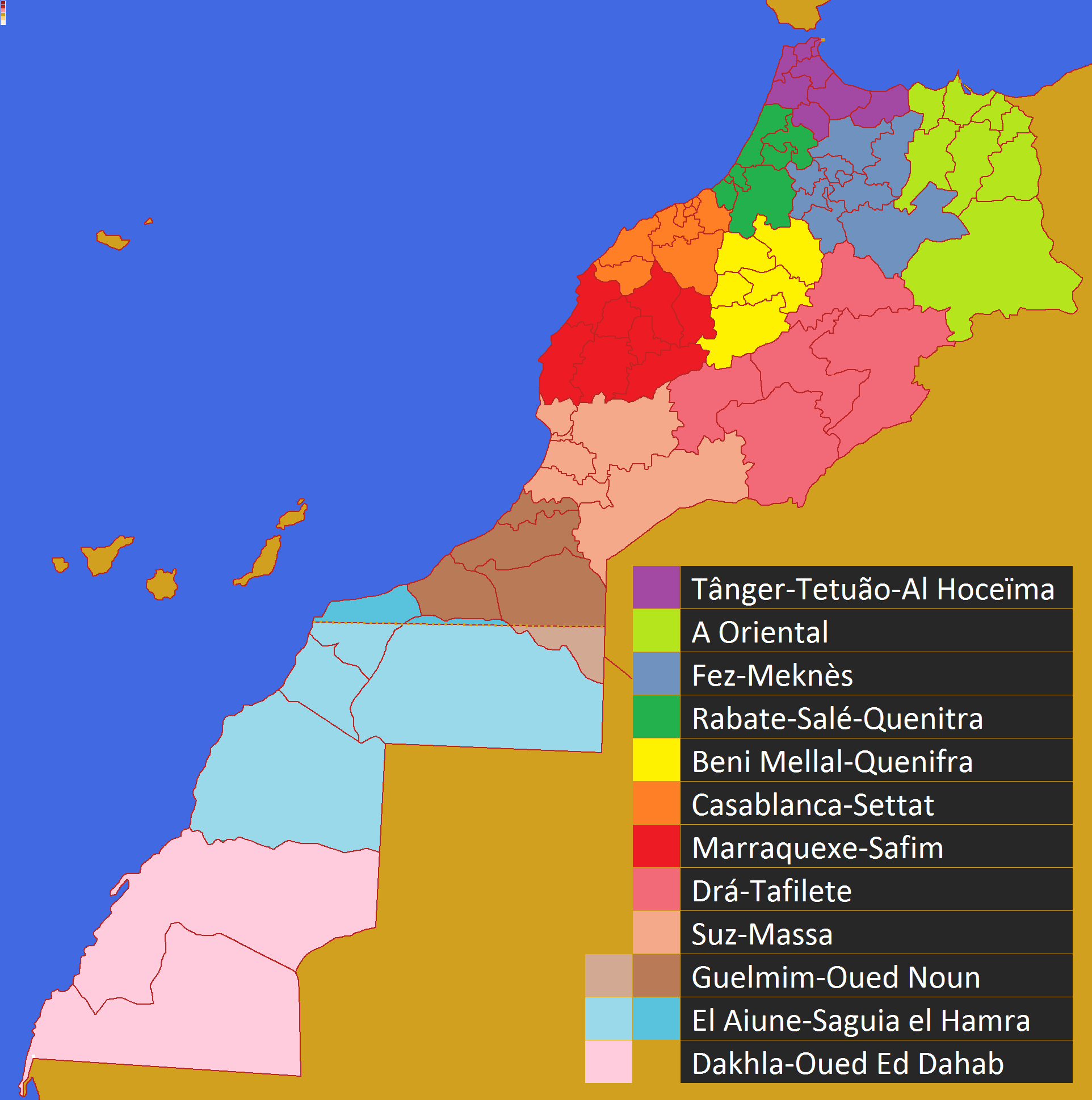
Divisão de Marrocos por regiões, províncias e prefeituras conforme a reforma administrativa de 2015, com o Sara Ocidental incluído

| Nº no mapa | Nome                                 | Capital     | População | Ano pop. |
| ---------- | ------------------------------------ | ----------- | --------- | -------- |
| 1          | Chaouia-Ouardigha                    | Settat      | 1 744 738 | 2010     |
| 2          | Doukkala-Abda                        | Safim       | 4 284 039 | 2010     |
| 7          | El Aiune–Bojador–Saguia el Hamra [‡] | El Aiune    | 256 152   | 2004     |
| 3          | Fez-Boulemane                        | Fez         | 1 573 055 | 2004     |
| 4          | Gharb-Chrarda-Beni Hssen             | Quenitra    | 1 859 540 | 2004     |
| 5          | Grande Casablanca                    | Casablanca  | 3 897 748 | 2009     |
| 6          | Guelmim-Es Semara [‡]                | Guelmim     | 462 410   | 2004     |
| 8          | Marraquexe-Tensift-Al Haouz          | Marraquexe  | 3 102 652 | 2004     |
| 9          | Mequinez-Tafilete                    | Mequinez    | 2 119 000 | 2006     |
| 10         | Oriental                             | Ujda        | 1 918 094 | 2004     |
| 11         | Oued Ed-Dahab-Lagouira [‡]           | Dakhla      | 99 367    | 2004     |
| 12         | Rabat-Salé-Zemmour-Zaer              | Rabate      | 3 123 595 | 2004     |
| 13         | Souss-Massa-Drâa                     | Agadir      | 3 113 653 | 2004     |
| 14         | Tédula-Azilal                        | Beni Mellal | 1 450 519 | 2004     |
| 15         | Tânger-Tetuão                        | Tânger      | 2 470 372 | 2006     |
| 16         | Taza-Al Hoceima-Taounate             | Al Hoceima  | 1 807 113 | 2004     |

[‡] ^ As regiões assinaladas com ‡ fazem parte, total ou parcialmente, do Saara Ocidental, um território onde a legitimidade da administração marroquina não é reconhecida por muitos países nem pelas Organização das Nações Unidas.

## Economia

Principais produtos de exportação do Marrocos em 2019

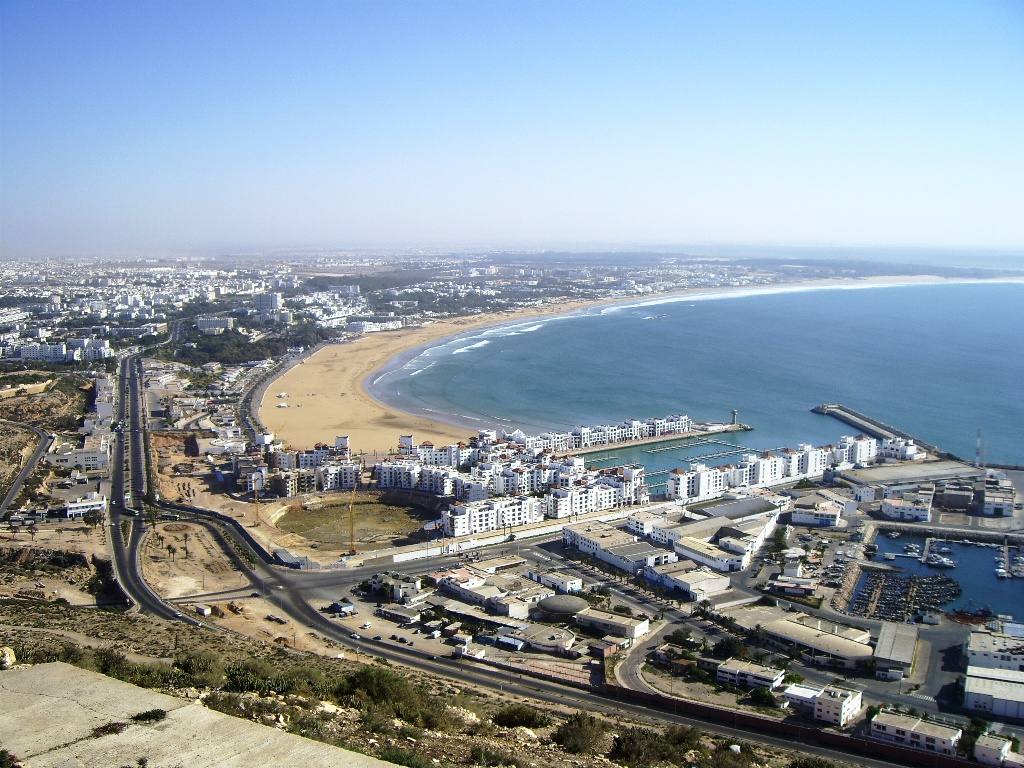
Porto de Agadir

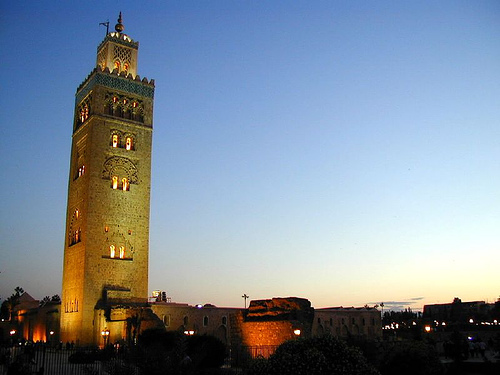
Mesquita Cutubia em Marraquexe

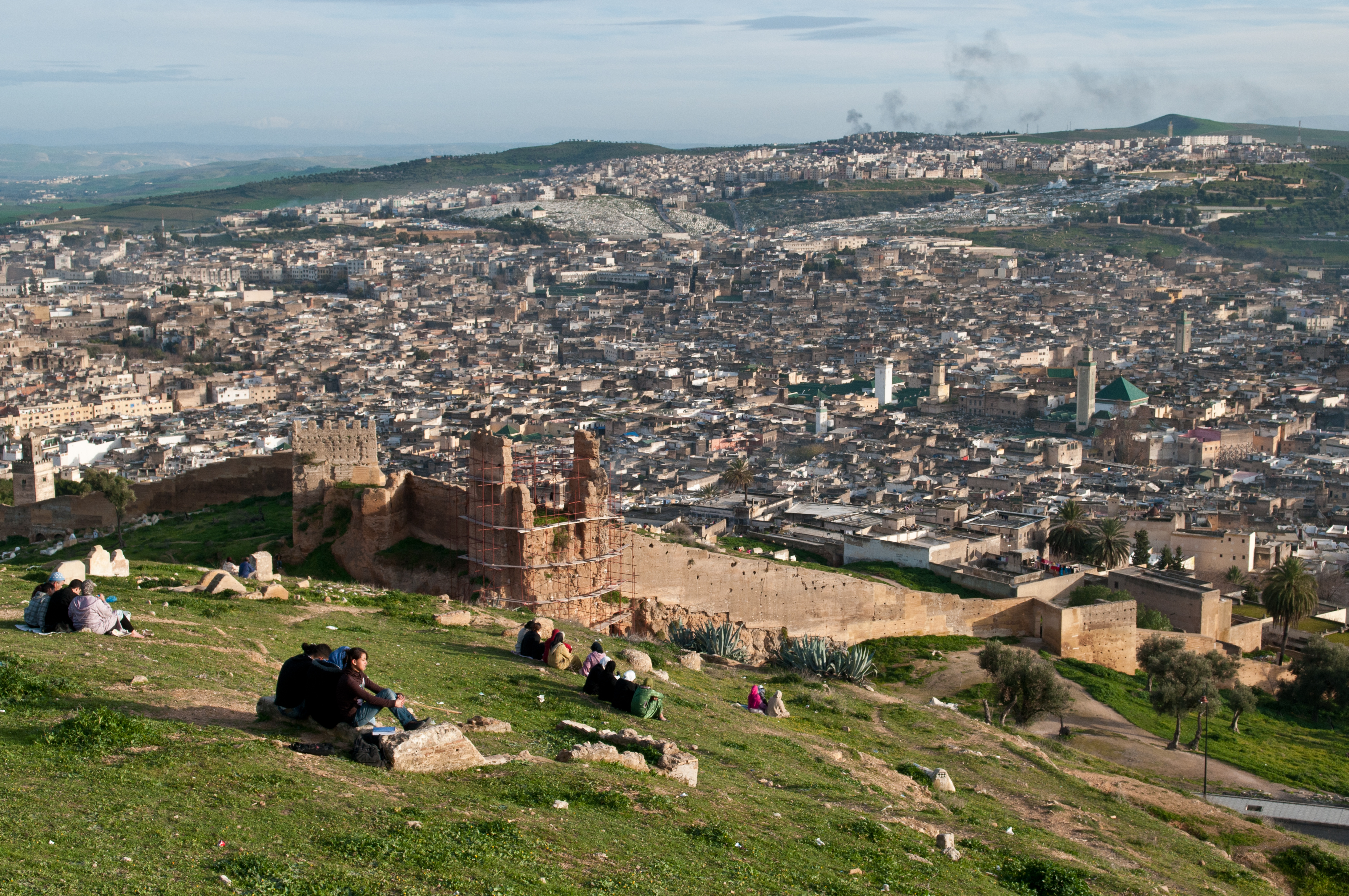
Almedina de Fez

Marrocos pertence ao grupo de países emergentes, com um sistema econômico misto. Desde 1993 o governo seguiu uma política de privatização das empresas públicas, bem como da liberalização de muitos setores. A economia do país é uma das melhores da África, graças ao tratado de comércio e exportação que o país fez com os Estados Unidos e com a União Europeia. Marrocos é o maior exportador mundial de fosfato e equipamentos petrolíferos. Possui terras áridas em quase todo o território. O rei Maomé VI lançou vários projetos de modernização econômica. A partir deles, o país começou a apresentar um crescimento grande do PIB — 4,4% em 2001, 7,5% em 2005, 9,3% em 2006. O país possui também grandes reservas de petróleo no deserto do Saara.[carece de fontes?]
Na agricultura, em 2018 Marrocos foi um dos 5 maiores produtores do mundo de azeitona, figo e tangerina, um dos 15 maiores produtores do mundo de cevada, tomate e laranja, além de ter grandes produções de trigo, batata, cebola, melancia, maçã, cana de açúcar e melão, entre outros produtos. As maiores exportações de produtos agropecuários processados do país em termos de valor, em 2019, foram: tomate, tangerina, feijão, açúcar, mirtilo, azeitona, pimenta, comidas e frutas industrializadas, melancia, entre outros. Na pecuária, em 2019, o Marrocos produziu 2,5 bilhões de litros de leite de vaca, 782 mil toneladas de carne de frango, 283 mil toneladas de carne bovina, 178 mil toneladas de carne de cordeiro, entre outros. Na mineração, em 2019, o país era o 2.º maior produtor mundial de fosfato e o 10.º maior produtor mundial de cobalto. O Marrocos tinha a 58.ª indústria mais valiosa do mundo em 2019 (US $ 17,8 bilhões), de acordo com o Banco Mundial. Neste ano, o país era o 26.º maior produtor de veículos do mundo (394 mil unidades). O país foi o 5º maior produtor mundial de azeite de oliva em 2018. Foi o 6º maior produtor mundial de lã em 2019. O turismo é importante na formação do PIB do país: em 2018, o Marrocos foi o 32º país mais visitado do mundo, com 12,2 milhões de turistas internacionais. As receitas do turismo, neste ano, foram de US $ 7,7 bilhões.
Mesmo tendo nos últimos anos seguido uma política de diversificação econômica, a agricultura, que só representa 17,1% do PIB, emprega 44% da população ativa. Em 2009, mesmo com a crise econômica que afetou parte do mundo, o país conseguiu um crescimento de 5,0%, graças em parte ao grande protecionismo ao sistema bancário marroquino e aos bons resultados no setor agrícola.[carece de fontes?]
O país está se esforçando para manter um alto Índice de Desenvolvimento Humano e estabilidade na economia. Em 2010 o país teve um PIB per capita de US$ 4 900. Juntando com o PIB do Saara Ocidental, o resultado é US$ 5 555.
Os défices comercial e orçamental de Marrocos cresceram durante 2010, e a redução da despesa do governo e a adaptação a um crescimento econômico reduzido da Europa — o seu principal mercado — eram os desafios do país em 2011. Para o longo prazo, um dos principais desafios é melhorar a educação e criar oportunidades de emprego para os jovens, além de reduzir as desigualdades entre ricos e pobres e combater a corrupção. As principais produções das indústrias transformadoras são os produtos alimentares, os têxteis, os artigos de couro e os adubos. O turismo constitui uma importante fonte de receitas. Os principais parceiros comerciais de Marrocos são: Portugal, França, Espanha, Estados Unidos e Alemanha.[carece de fontes?]

### Turismo
O turismo é um dos setores mais importantes da economia marroquina. Ele é bem desenvolvido com uma forte indústria turística focada no litoral, cultura e história do país. Marrocos atraiu mais de dez milhões de turistas em 2013. O turismo é o segundo maior rendimento cambial em Marrocos, após a indústria de fosfato. O governo marroquino está a investir fortemente no desenvolvimento do setor. Em 2010 o governo lançou a sua "Visão 2020", que pretendia tornar Marrocos um dos 20 principais destinos turísticos do mundo e dobrar o número anual de chegadas internacionais para 20 milhões até 2020.
O turismo está cada vez mais focado na cultura marroquina, como as antigas cidades. A moderna indústria turística capitaliza os antigos sítios romanos e islâmicos locais, bem como a sua paisagem e a sua história cultural. 60% dos turistas de Marrocos visitam por sua cultura e herança histórica e cultural. Agadir é um importante resort costeiro e uma base para passeios para as montanhas do Atlas. Outros resorts no norte de Marrocos também são muito populares.
Casablanca é o principal porto de cruzeiros de Marrocos e tem o melhor mercado desenvolvido para turistas. Marraquexe, no centro de Marrocos, é um destino turístico importante, mas é mais popular entre os turistas para excursões de um e dois dias que fornecem um sabor da cultura local. O Jardim Majorelle na cidade é uma atração turística popular. Foi comprado pelo designer de moda Yves Saint-Laurent e Pierre Bergé em 1980. A sua presença na cidade ajudou a aumentar o perfil da cidade como um destino turístico.
Em 2006, a atividade turística nas montanhas do Atlas e do Rife foi a que cresceu mais rápido no país. Estes locais têm excelentes oportunidades de caminhada e trekking de final de março a meados de novembro. O governo está investindo em circuitos de trekking. Eles também estão desenvolvendo o turismo no deserto, em concorrência com a Tunísia.

## Infraestrutura

### Educação

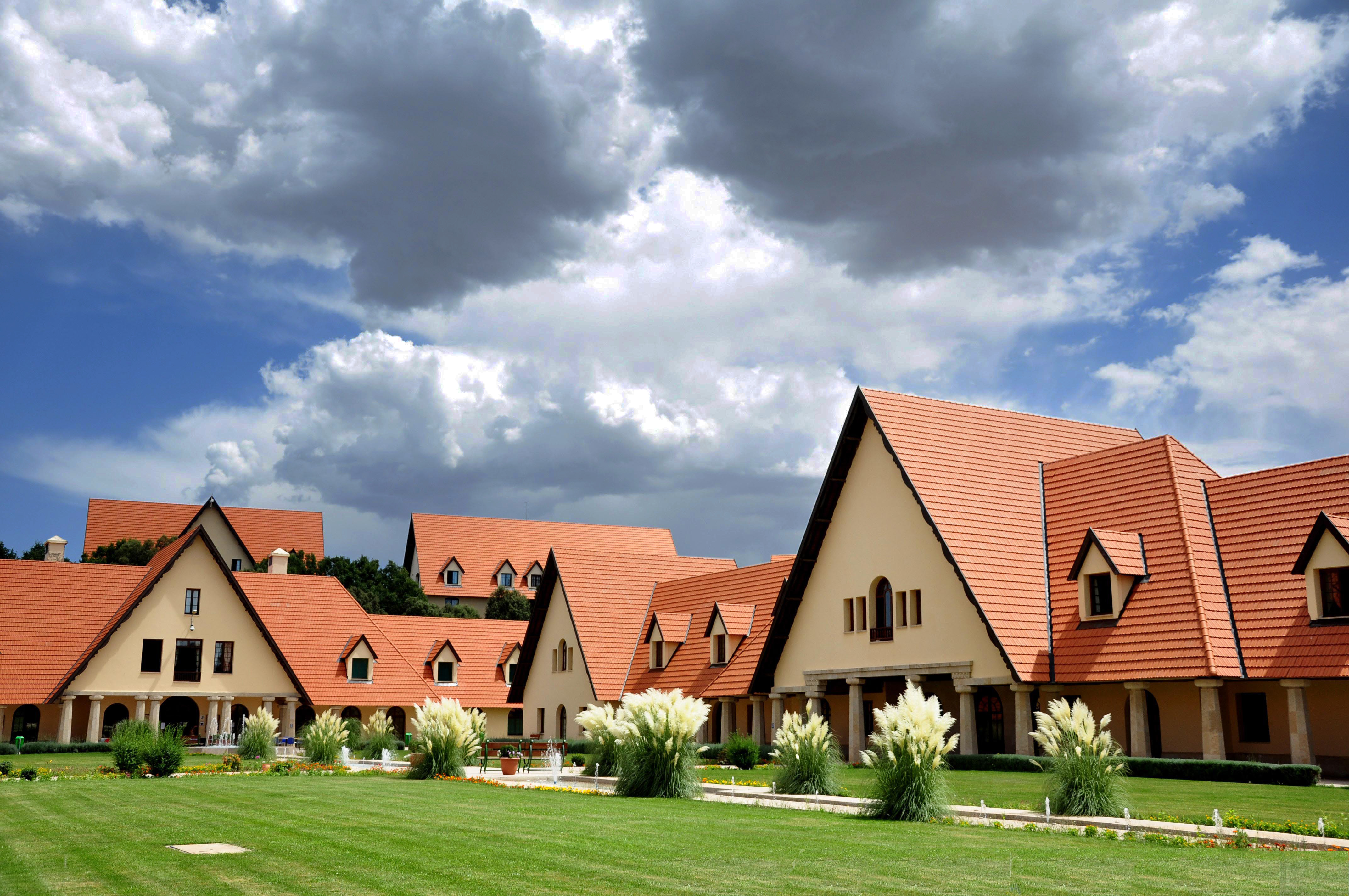
Universidade Al Akhawayn em Ifrane

A educação em Marrocos é gratuita e obrigatória através da escola primária. A taxa de alfabetização estimada em 2012 foi de 72%. Em setembro de 2006, a UNESCO concedeu a Marrocos, entre outros países, como Cuba, Paquistão, Índia e Turquia, o "Prémio UNESCO 2006 de Alfabetização".
Marrocos tem mais de quatro dezenas de universidades, institutos de ensino superior e politécnicos dispersos em centros urbanos em todo o país. Suas principais instituições incluem a Universidade Maomé V em Rabate, a maior universidade do país, com filiais em Casablanca e Fez; o Instituto Agronómico e Veterinário Haçane II, em Rabate, que realiza pesquisas de liderança em ciências sociais, além de suas especialidades agrícolas; e a Universidade Al-Akhawayn em Ifrane, a primeira universidade de língua inglesa no Norte da África, inaugurada em 1995 com contribuições da Arábia Saudita e dos Estados Unidos.
A Universidade al Quaraouiyine, fundada na cidade de Fez em 859 como uma madraça, é considerada por algumas fontes, incluindo a UNESCO, a "mais antiga universidade do mundo". [129] Marrocos tem também algumas das prestigiadas escolas de pós-graduação, incluindo: Escola Nacional Superior de Eletricidade e Mecânica (ENSEM), EMI, ISCAE, INSEA, Escola Nacional de Indústria Mineral, École Hassania des Travaux Publics, Les Écoles Nationales de Commerce et de Gestion, Escola Superior de Tecnologia de Casablanca.

### Saúde
O governo de Marrocos estabelece sistemas de vigilância dentro do sistema de saúde já existente para monitorar e coletar dados. A educação em massa em higiene é implementada nas escolas primárias, constante no currículo escolar. Em 2005, o governo do Marrocos aprovou duas reformas para expandir a cobertura do seguro saúde, sendo que a primeira consistiu num plano de seguro saúde obrigatório para funcionários dos setores público e privado. A segunda reforma criou um fundo para cobrir serviços de saúde para a população hipossuficiente. Ambas as reformas melhoraram o acesso a cuidados de saúde. A mortalidade infantil melhorou significativamente desde 1960, quando havia 144 mortes por 1 000 nascidos vivos, passando para 19 mortes por 1 000 nascidos vivos em 2021. A taxa de mortalidade de menores de cinco anos caiu 60% entre 1990 e 2011.

### Energia e transportes

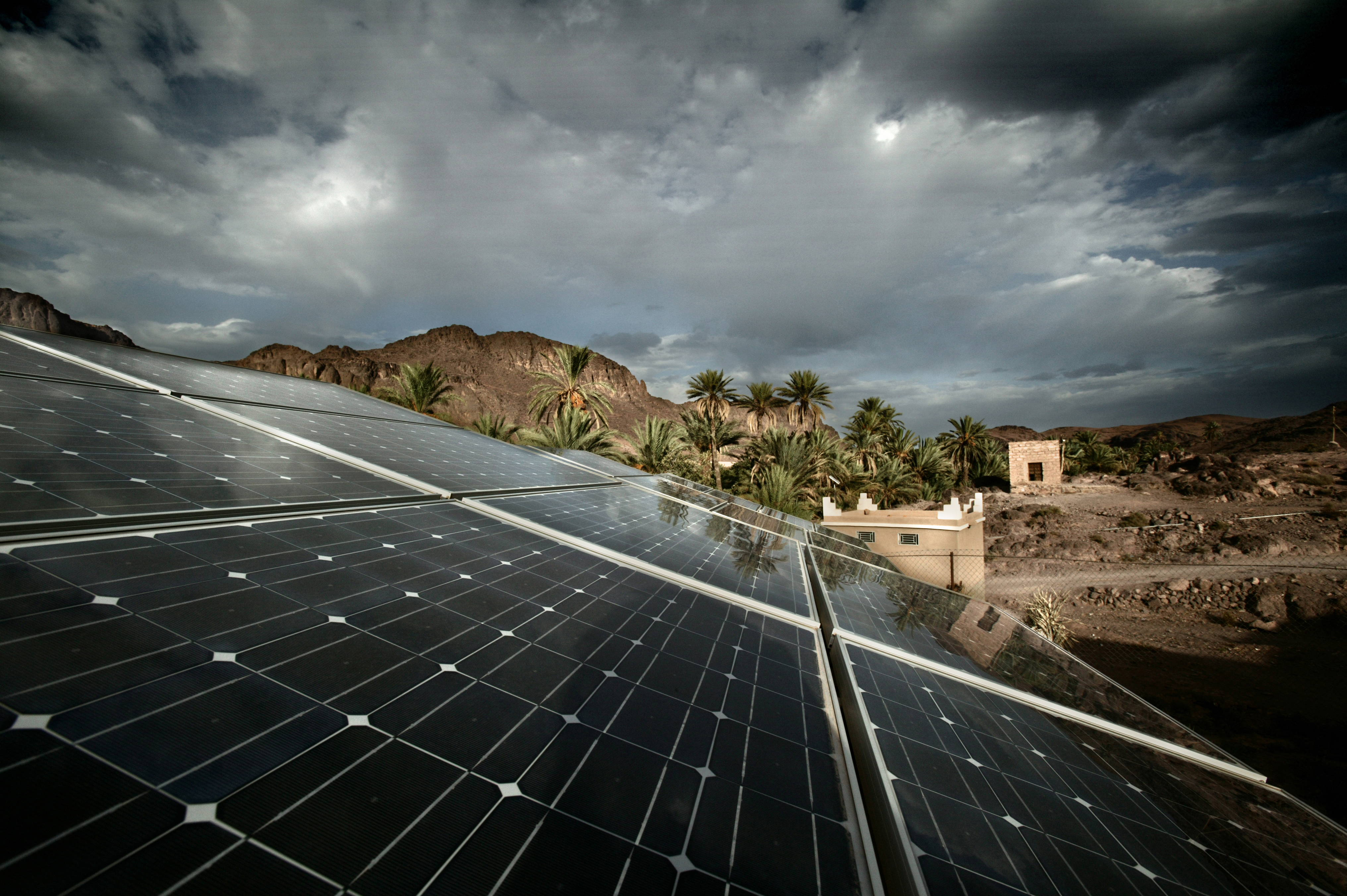
Painéis solares em Marrocos Oriental

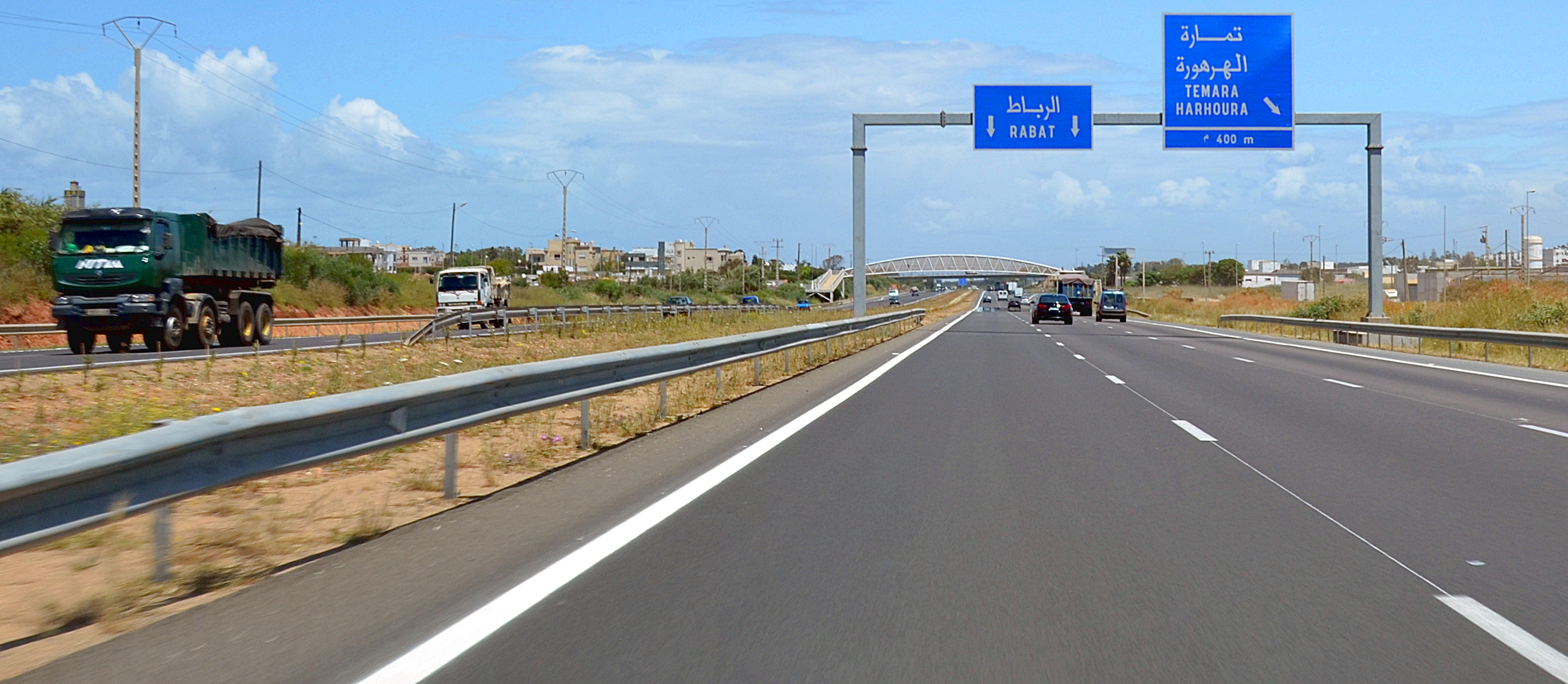
Autoroute A3 (Rabate–Casablanca, 95 km)

Em 2008, cerca de 56% do fornecimento de electricidade em Marrocos vinha do carvão. No entanto, como as previsões indicam que as necessidades de energia em Marrocos aumentarão 6% ao ano entre 2012 e 2050, uma nova lei foi aprovada incentivando os marroquinos a procurar formas de diversificar o fornecimento de energia, incluindo mais recursos renováveis.
O governo marroquino lançou um projeto para construir uma usina heliotérmica de energia solar e também está estudando o uso do gás natural como fonte potencial de receita para o governo marroquino. O país embarcou na construção de grandes fazendas de energia solar para diminuir a dependência de combustíveis fósseis e eventualmente exportar eletricidade para a Europa.
Existem cerca de 56 986 km de estradas (nacionais, regionais e provinciais) em Marrocos, além de 1 416 km de autoestradas. A ligação ferroviária de alta velocidade Tânger-Casablanca marca a primeira fase do plano diretor ferroviário de alta velocidade da ONCF, segundo o qual mais de 1 500 km de novas linhas ferroviárias serão construídas até 2035. O TGV terá capacidade para 500 passageiros e transportará 8 milhões de passageiros por ano. Os trabalhos sobre o projeto de trens de alta velocidade foram iniciados em setembro de 2011. A construção de infraestrutura e entrega de equipamentos ferroviários terminaria em 2014 e a HSR estaria operacional em dezembro de 2015.

## Cultura

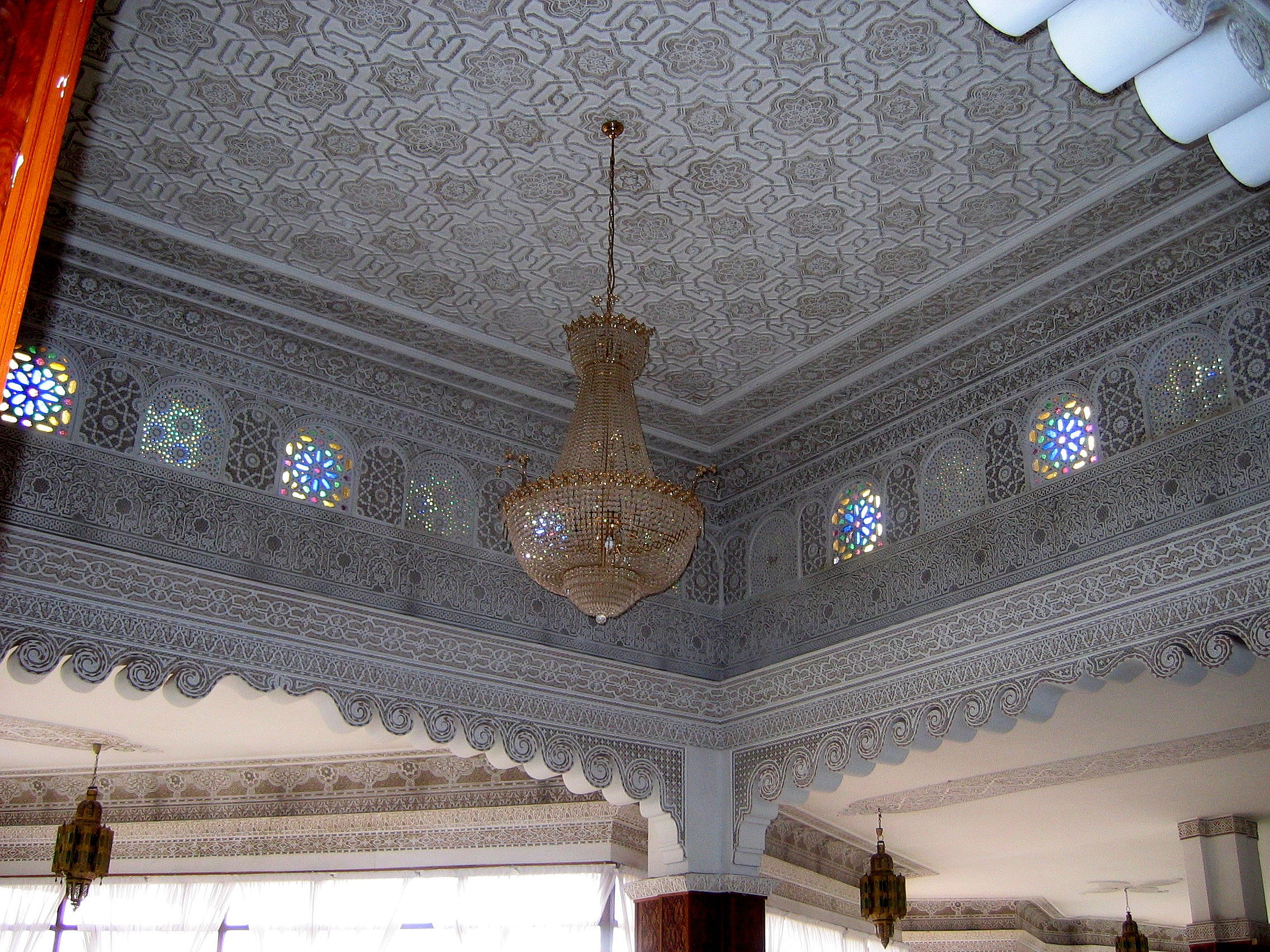
Teto com estuque esculpido em Agadir

No jantar marroquino, as mesas geralmente não ficam preparadas, pois os pratos são trazidos pouco a pouco. Uma empregada ou um membro mais jovem da família (sempre uma mulher) traz uma bacia de metal com sabão no meio, às vezes feito de esculturas artesanais, e água em volta. As mãos são lavadas e uma toalha é oferecida para secá-las. Os marroquinos têm o costume de beber chá com hortelã (atāy ou thé à la menthe; chá verde com hortelã-verde e açúcar) antes e depois da refeição. Agradecem a Deus dizendo bismillah. Eles comem primeiramente de um prato comunitário, com a mão direita, o polegar e os dois primeiros dedos. No fim das refeições, agradecem novamente dizendo all hamdu Lillah, que quer dizer: "graças a Deus" e repetem o ritual de lavar as mãos.[carece de fontes?]
A cultura marroquina é também transposta para o artesanato. Dentro dos mercados e socos, os artesãos podem estar a trabalhar mesmo à sua frente: o couro, os metais, a joalharia e pode-se inclusive assistir ao tratamento dos curtumes. Faz parte da cultura marroquina negociar. O que quer que se queira comprar, deve-se preparar para negociar. Sempre muito simpáticos, os comerciantes marroquinos começam a negociação sempre com valores elevados para manter a conversa. Deve-se apontar para um valor baixo e dizer sempre que é muito caro o que oferecem. Claro que se deve ser correto na negociação e não estar a insistir num valor ridículo por uma peça que se sabe que vale mais.[carece de fontes?]
Os mouros foram responsáveis por um dos maiores tesouros de Marrocos: o zellige, um tipo de azulejo com padrões geométricos que surgiu no século X e se tornou ícone da arquitetura marroquina. O uso de formas geométricas foi uma forma encontrada pelos artistas islâmicos para evitar a representação de seres vivos, proibida pela religião. Os elementos da escrita cúfica também são usados como ornamentos.[carece de fontes?]

### Música

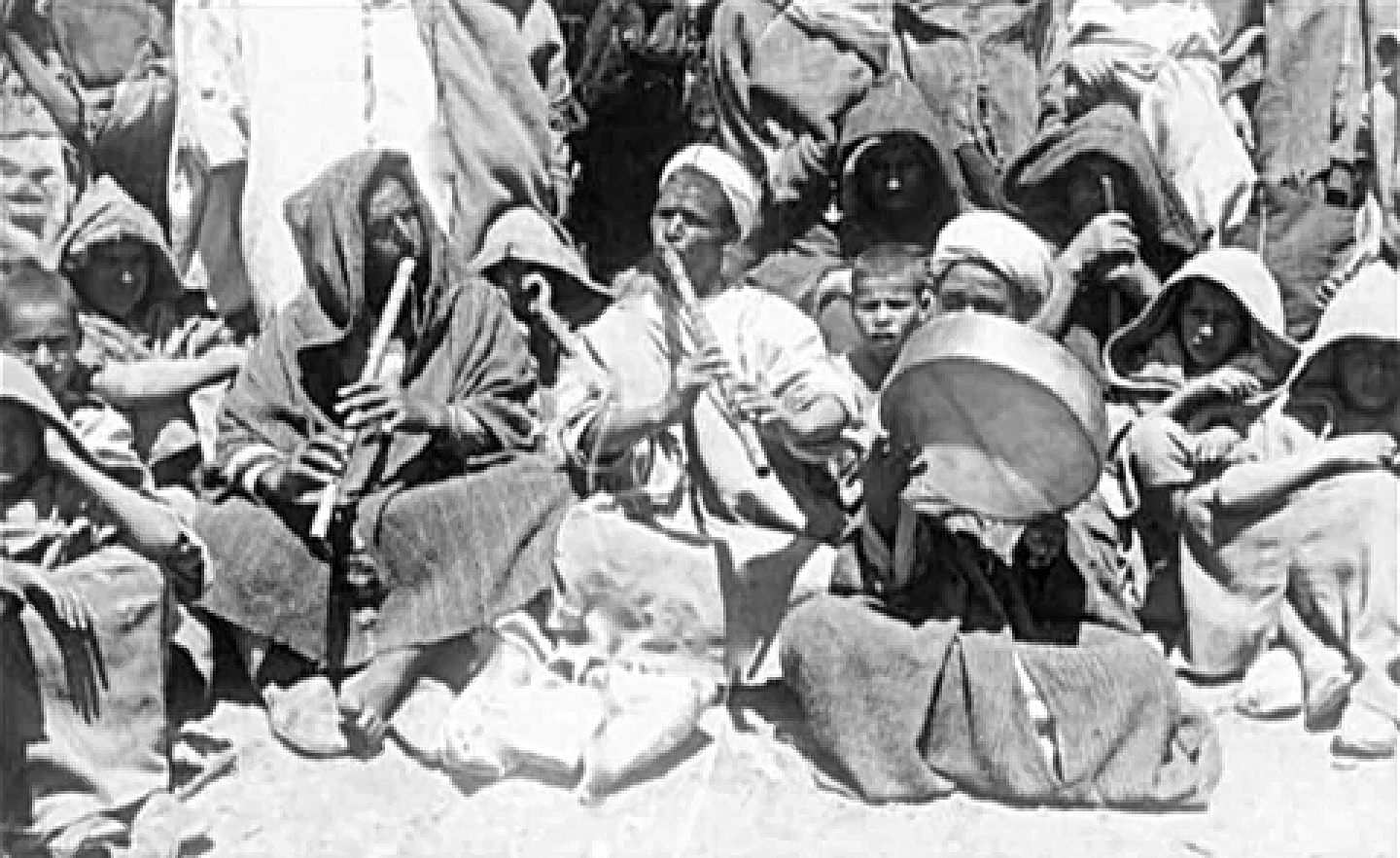
Músicos jilalas em 1900

A música marroquina é predominantemente árabe,[carece de fontes?] mas foi influenciada pela música andaluza, por exemplo. Mais tarde foi influenciada pela música popular, incluindo bandas conhecidas como Lemchaheb, Nass El Ghiwane e Jil Jilala. Berberes e outras minorias étnicas têm suas próprias tradições musicais.
O rap também cresceu tremendamente em Marrocos. Os artistas de rap marroquinos incluem Bigg, Casa Crew, Ahmed Soultan, Steph Ragga Man, Fnaire, K-Libre, H-Kayne e Muslim.
O país participou do Festival Eurovisão da Canção uma vez, em 1980, quando foi representado por Samira Bensaïd com a canção Bitakat Hob. O hino nacional do país foi composto por Léo Morgan e Hymne Chérifien por Ali Squalli Houssain. A vida cotidiana marroquina é rica em tradições, que muitas vezes remontam aos regulamentos do Alcorão. Orações pedem eco nos alto-falantes dos minaretes. Ainda há uma mesquita que convida os islâmicos a rezar cinco vezes por dia.

### Esportes

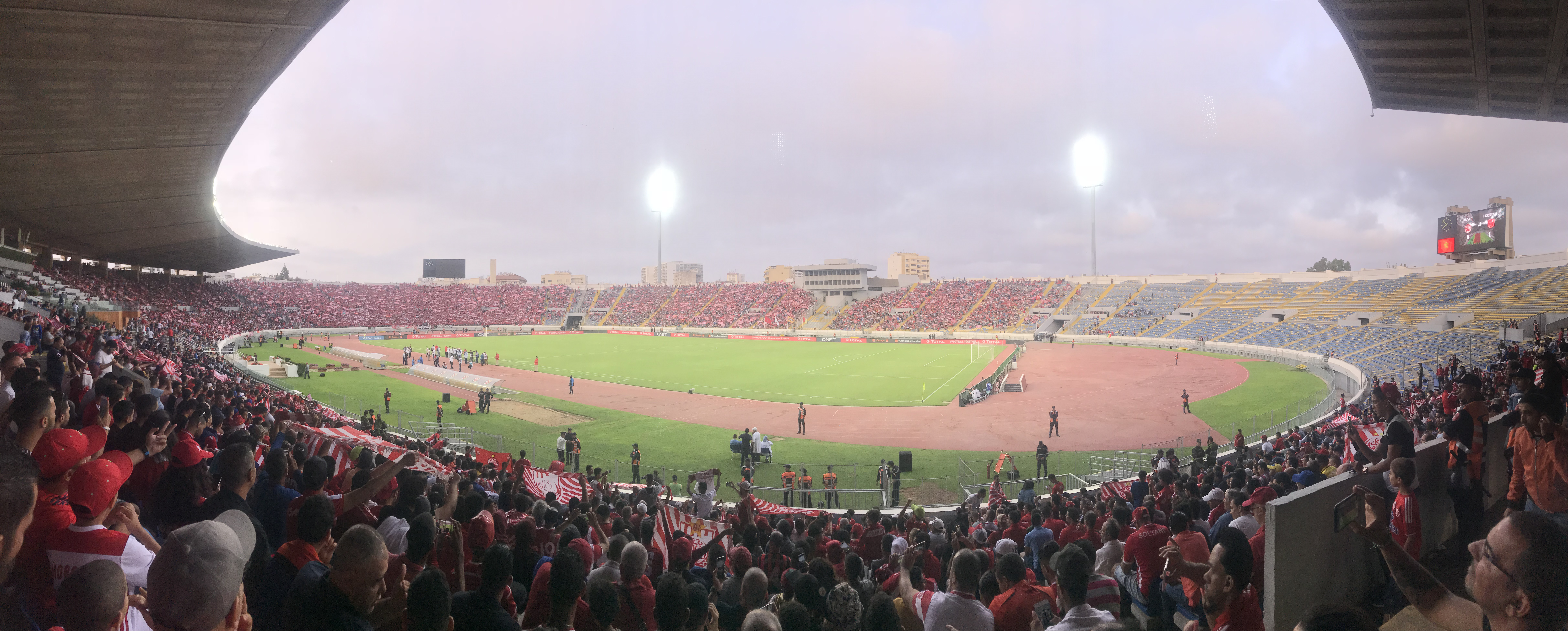
Estádio Mohammed V em Casablanca

O futebol é o esporte mais popular do país, popular entre os jovens urbanos em particular. Em 1986, o Marrocos se tornou o primeiro país árabe africano a se classificar para a segunda fase da Copa do Mundo da FIFA. Já na edição de 2022 do Mundial, a Seleção Marroquina conseguiu ir além, tornando-se o primeiro país africano a alcançar as semifinais do torneio, terminando a competição em quarto lugar. O Marrocos estava originalmente programado para sediar a Copa das Nações Africanas de 2015, mas se recusou a sediar o torneio nas datas programadas por causa dos temores sobre o surto de ebola no continente. O país fez cinco tentativas de sediar a Copa do Mundo FIFA, todas sem sucesso.[carece de fontes?]
Nos Jogos Olímpicos de Verão de 1984, dois marroquinos ganharam medalhas de ouro no atletismo. Nawal El Moutawakel venceu nos 400 m com barreiras; ela foi a primeira mulher de um país árabe ou islâmico a ganhar uma medalha de ouro olímpica. Saïd Aouita venceu os 5 000 m nos mesmos jogos. Hicham El Guerrouj ganhou medalhas de ouro nos Jogos Olímpicos de Verão de 2004 nos 1 500 e 5 000 m e detém vários recordes mundiais na corrida da milha.[carece de fontes?]

### Feriados
| Data         | Nome em português            | Nome em árabe        |
| ------------ | ---------------------------- | -------------------- |
| 1 de janeiro | Ano Novo                     | السنة الجديدة        |
| 2 de março   | Independência                | عيد الاستقلال        |
| 1 de maio    | Dia do Trabalhador           | عيد العمال           |
| 23 de maio   | Dia da Nação                 | يوما للأمة           |
| 9 de julho   | Dia da Juventude             | يوم الشباب           |
| 13 de julho  | Coroação do rei Maomé VI     | يوم تتويج الملك      |
| 30 de julho  | Festa do Trono L'Aïd el Arch | الطرف على العرش      |
| 14 de agosto | Dia da Lealdade              | أيام المعرض          |
| 20 de agosto | Aniversário do Rei           | الذكرى السنوية للملك |